# Architettura romanica in Valle d'Aosta

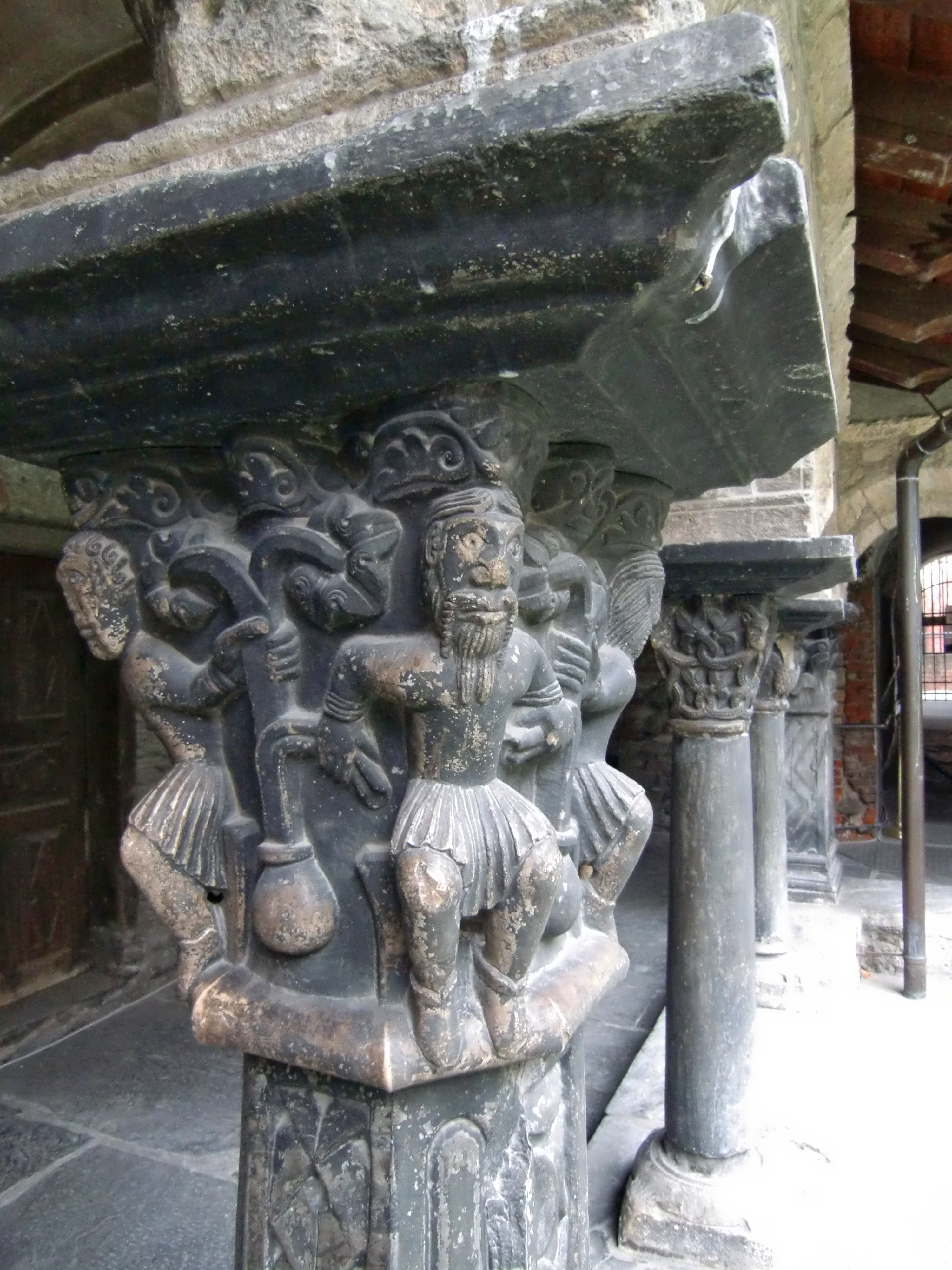
Un capitello del chiostro della collegiata di Sant'Orso

L'architettura romanica e, più in generale l'arte romanica, trovano un importante sviluppo in Valle d'Aosta soprattutto in rapporto alle due grandi chiese aostane volute dal vescovo Anselmo I all'inizio dell'XI secolo, la cattedrale e la collegiata di Sant'Orso. Accanto a tali grandi imprese costruttive troviamo nei borghi sparsi sul territorio, soprattutto lungo le vie di comunicazione che dal fondo valle salgono verso i passi del Piccolo e del Gran San Bernardo, un numero rilevante di chiese e di campanili che testimoniano un'architettura romanica minore, ma non priva di interesse storico ed artistico. Numerose sono inoltre, in virtù dei castelli, delle torri e delle caseforti sorte a partire dal secolo XI, le testimonianze di un'architettura romanica per uso militare e civile.

## Il contesto storico-culturale
Lo sviluppo dell'architettura romanica in Valle d'Aosta è legato soprattutto alla figura del vescovo Anselmo I, che tenne la cattedra episcopale aostana tra il 994 ed il 1025 circa Per sua iniziativa furono costruiti i due principali edifici religiosi che si possono ammirare ad Aosta: la cattedrale dedicata a Maria Assunta e la collegiata dei santi Pietro ed Orso: sia pure profondamente rimaneggiati in epoca tardo gotica ed in periodi successivi, essi conservano ancora alcune strutture architettoniche ed elementi decorativi di grandissimo pregio che testimoniano lo sviluppo avuto dall'arte romanica ad Aosta.
Va ricordato come nel medioevo la Valle d'Aosta rappresentasse, attraverso i passi del Piccolo e del Gran San Bernardo, un nodo essenziale delle grandi vie di comunicazioni tra la pianura padana ed il Nord Europa. La via Francigena percorsa da Sigerico di Canterbury verso il 990, pochi anni prima dell'avvio dei due grandi cantieri "anselmiani", prevedeva una tappa in Aosta.
La regione valdostana fu dunque in quell'epoca anche terra di vivace scambio culturale ed artistico: se le maestranza che edificarono le due grandi chiese aostane provenivano con probabilità dall'area lombarda, i modelli architettonici con i quali il committente si confrontava erano – soprattutto per la cattedrale - quelli nordici.
Nel XII secolo, in anni immediatamente successivi al 1132, il vescovo Eriberto ebbe l'autorizzazione pontificia a fondare, presso la chiesa di Sant'Orso, una comunità di agostiniani: si diede allora avvio, sotto la guida del priore prescelto, Arnulphe D'Avise, alla costruzione dei vari locali conventuali; tra essi spiccava lo splendido chiostro, con la sorprendente varietà di capitelli medievali che ancor oggi si possono ammirare.
Altre chiese romaniche di minore rilevanza sono presenti in ampia parte nel territorio valdostano. Di specifico interesse sono anche le chiesette romaniche che in qualche modo sopravvivono all'interno della cinta muraria di castelli ormai in rovina. Le chiese del castello di Graines, del châtel-Argent e del castello di Cly costituisco appunto esempi di cappelle castrensi che si ergono accanto a possenti strutture murarie e massicci donjon, testimonianze di architettura romanica ad uso militare e civile. La presenza di chiese castrensi è tipica della pianura padana, mentre è rara nelle regioni dell'arco alpino.
Le chiese dei borghi di montagna ed i numerosissimi castelli sparsi nella valle richiamano alla mente la struttura marcatamente feudale che si affermò in Valle d'Aosta a partire dall'XI secolo, con la presenza di un numero ristretto di famiglie nobiliari – a cominciare dagli Challant – capaci di controllare la vita economica e culturale della valle.

## La cattedrale di Aosta
L'origine della cattedrale di Aosta risale alle fasi iniziali di diffusione del cristianesimo in Valle d'Aosta: già verso la fine del IV secolo, ove oggi è la cattedrale, esisteva - come hanno provato gli scavi archeologici eseguiti - una domus ecclesiae di ragguardevoli proporzioni.

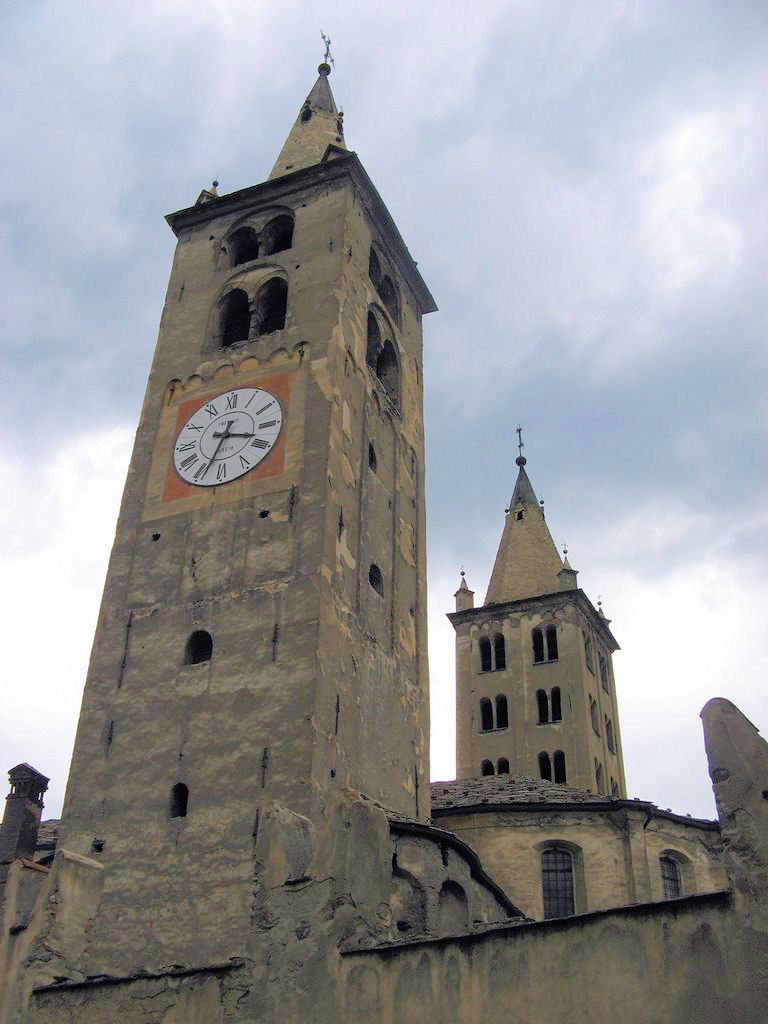
Cattedrale di Aosta; i due campanili romanici (XI secolo)

La chiesa venne completamente riedificata nel corso dell'XI secolo, per volere di Anselmo I che fu vescovo in Aosta tra il 994 e il 1025 (da non confondersi con Anselmo, filosofo e santo, nato in Aosta nel 1033). 

La "chiesa anselmiana" presentava una pianta basilicale a tre navate con tetto a capriate in legno; il portale d'ingresso era posto al centro del lato meridionale; l'abside maggiore, semicircolare, era affiancata da due torri campanarie.
Nella cattedrale "anselmiana", sul lato occidentale, non vi era una vera facciata, ma solamente una "pseudofacciata" a salienti che nella parte inferiore non aveva alcun portale d'ingresso, ma si appoggiava al criptoportico di epoca romana. Le tre navate erano segnate da sei coppie di pilastri quadrangolari e da una coppia di pilastri a fascio di sezione quadrilobata; le dimensioni della chiesa erano di 54 x 32,4 metri, con un'altezza di oltre 15 metri per la navata centrale e di 9 metri per quelle laterali. L'interno della navata centrale venne decorato con uno straordinario ciclo di dipinti a fresco disposti su vari registri. I pittori, di "area lombarda", impegnati nella realizzazione di tale programma decorativo furono, con ogni probabilità, gli stessi che in Aosta affrescarono la collegiata di Sant'Orso. 

Vista dal lato orientale la cattedrale mostrava ben cinque absidi: una grande abside che chiudeva la navata centrale, le due absidi con le quali terminavano le navate minori ed altre due absidiole ricavate al piano inferiore delle torri campanarie. Il coro era in posizione alquanto sopraelevata rispetto alla pavimentazione della chiesa; al di sotto del coro, già alla fine del X secolo, era stata edificata una cripta a tre navatelle con volte a crociera sostenute da agili colonnine con capitelli medievali in marmo. Nella seconda metà dell'XI secolo la cripta, a seguito di un probabile cedimento, dovette essere rifatta: solo le prime campate conservano le colonnine primitive, mentre per le altre campate vennero utilizzate robuste colonne romane di reimpiego.. Appoggiato alla navata nord, fu edificato un chiostro come spazio di incontro e di preghiera dei canonici.
Sempre nella seconda metà dell'XI secolo la chiesa fu ampliata con l'edificazione del westwerk (massiccio occidentale) in forma di una seconda abside posta in corrispondenza alla navata centrale affiancata da due ulteriori campanili. Si completò in tal modo un progetto costruttivo che vedeva la navata centrale chiusa da due absidi contrapposte, ciascuna di essa affiancata da una coppia di torri campanarie (adottando una scelta di tipo nordico che trovava allora un altro esempio nel coevo duomo di Ivrea). Mentre il coro nell'abside orientale, dedicato a Maria Assunta, era funzionale al collegio dei canonici presieduto dal vescovo, quello nell'abside occidentale, dedicato a San Giovanni Battista, veniva utilizzato per le cerimonie parrocchiali

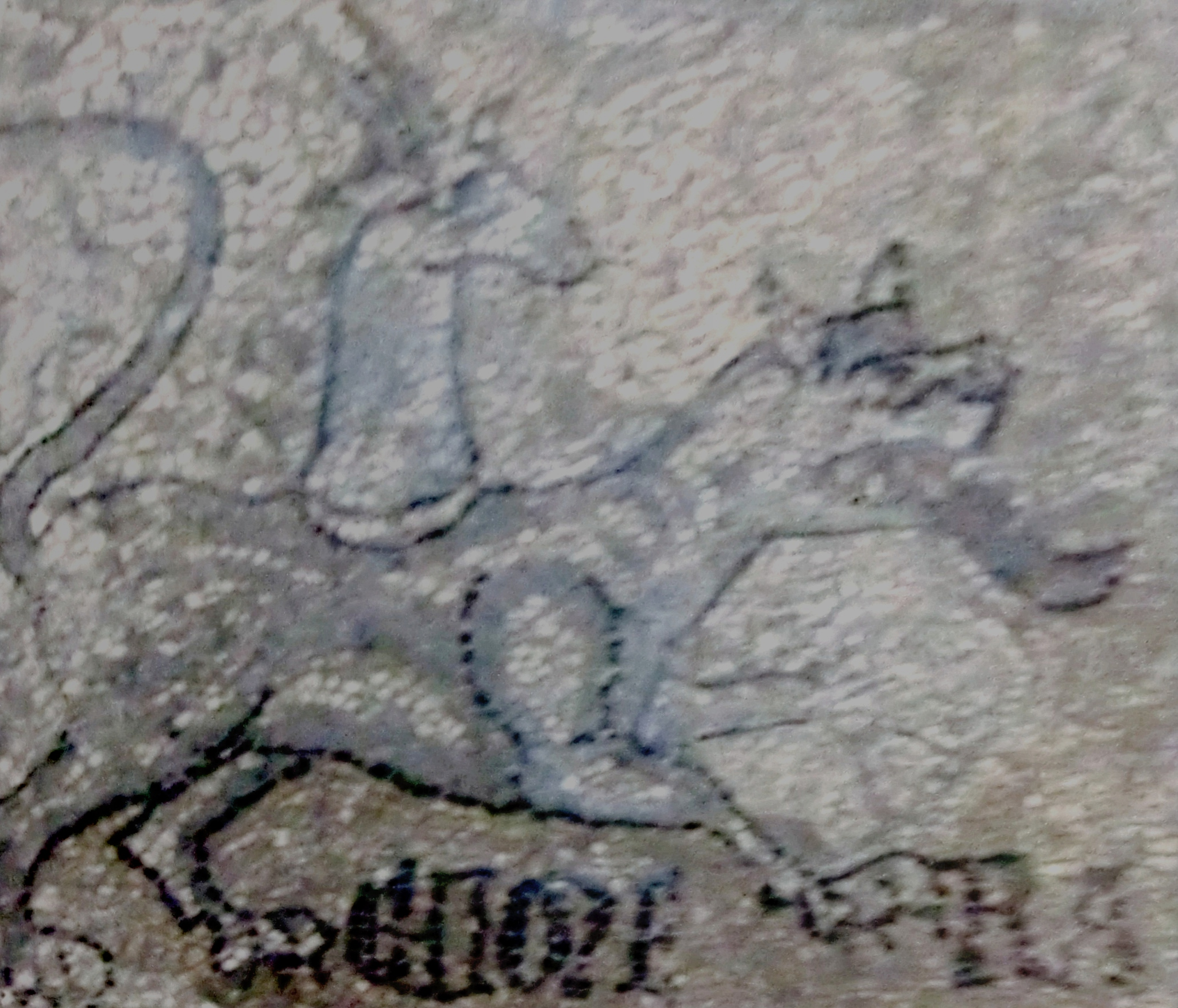
Mosaico del coro, particolare della Chimera (inizio del XIII secolo)

Risalgono ad anni tra la fine del XII e l'inizio del XIII secolo i mosaici del pavimento del coro che, nonostante la loro datazione, possono ancora considerarsi espressione della cultura romanica.

Quello detto dell' Anno o del Ciclo dei mesi, posto nella parte più bassa del coro, è ritenuto più antico, databile verso la fine del XII secolo. Al centro del pavimento musivo è posta la figura del Cristo, Signore del tempo, che regge con una mano il sole e con l'altra la luna; in cerchio tutto intorno sono raffigurate, entro medaglioni, le personificazioni dei dodici mesi dell'anno, con riferimento soprattutto alle attività lavorative svolte. I motivi ornamentali presenti fanno somigliare il pavimento musivo ad un tappeto; negli angoli di un motivo di forma rettangolare trovano posto le allegorie dei quattro fiumi del paradiso terrestre - Pison, Ghicon, Tigri, Eufrate - di cui parla la Genesi (Gen 2,11-14). 

Il secondo mosaico, databile verso gli inizi del XIII secolo, è stato qui trasportato quando il coro occidentale in cui si trovava venne demolito. Esso raffigura una serie di animali reali e fantastici (una scritta didascalica è posta accanto alle figure della chimera e dell'elefante); sono presenti anche le allegorie di due dei quattro fiumi del paradiso terrestre (Tigri ed Eufrate). Altre raffigurazioni lasciano ancora maggior spazio al dispiegarsi dell'immaginazione fantastica; esse si collocano al centro del mosaico, all'interno di una complessa geometria di quadrati e di cerchi. Rispetto al primo mosaico, ad una scelta di temi volutamente più complessa, fa riscontro però una fattura meno pregevole.
Verso la fine del XII secolo, quando già – sull'ondata della cultura architettonica emergente in Francia - le scelte estetiche dei committenti si orientarono verso il gotico, fu costruito lo jubé, una grande tribuna retta da arcate che delimitava il coro (lo spazio riservato ai presbiteri) rispetto allo spazio riservato dai fedeli, e che fungeva anche da pulpito. Tale struttura fu demolita solo nel 1838.
Dell'antica basilica romanica molto si è perduto in relazione ai numerosi interventi successivi, ispirati da diversi linguaggi artistici e da differenti modalità di fruizione liturgica degli spazi. Restano i due campanili posti ad oriente che – pur modificati in qualche misura nel loro aspetto dall'alta cuspide gotica e dai quattro pinnacoli angolari posti sulla loro cima - mantengono una fisionomia tipicamente romanica; restano i sorprendenti mosaici del coro, la cripta con gli interessanti capitelli medievali. Restano in particolare gli affreschi superstiti - riscoperti nel 1979 nello spazio tra il tetto e le volte quattrocentesche - che lasciano comprendere quale dovesse essere la grandiosità dell'apparato decorativo interno alla chiesa e la sua complessità iconografica.

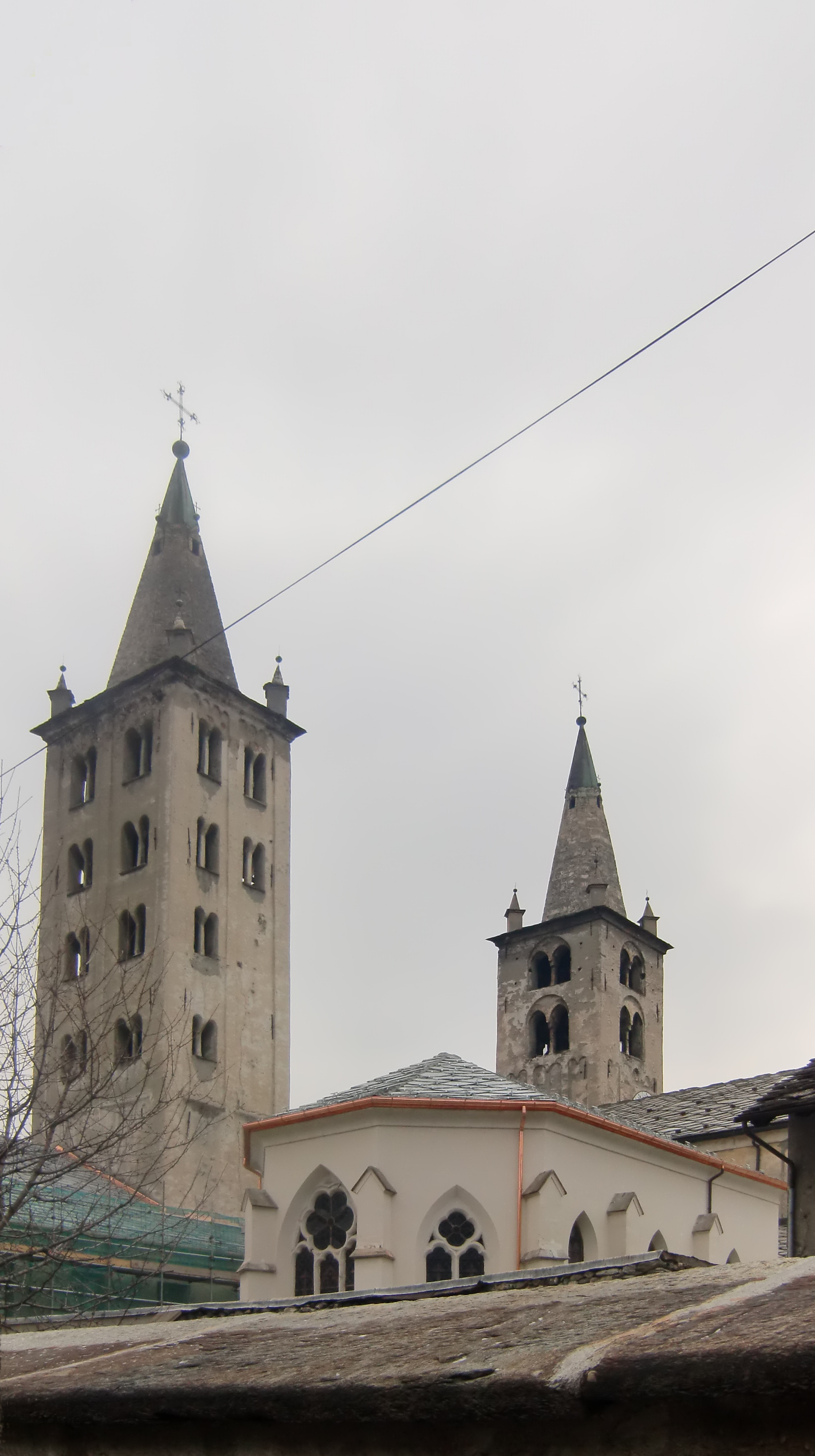
I campanili visti dal lato nord; la struttura neogotica in primo piano è la cappella del Rosario (1862)
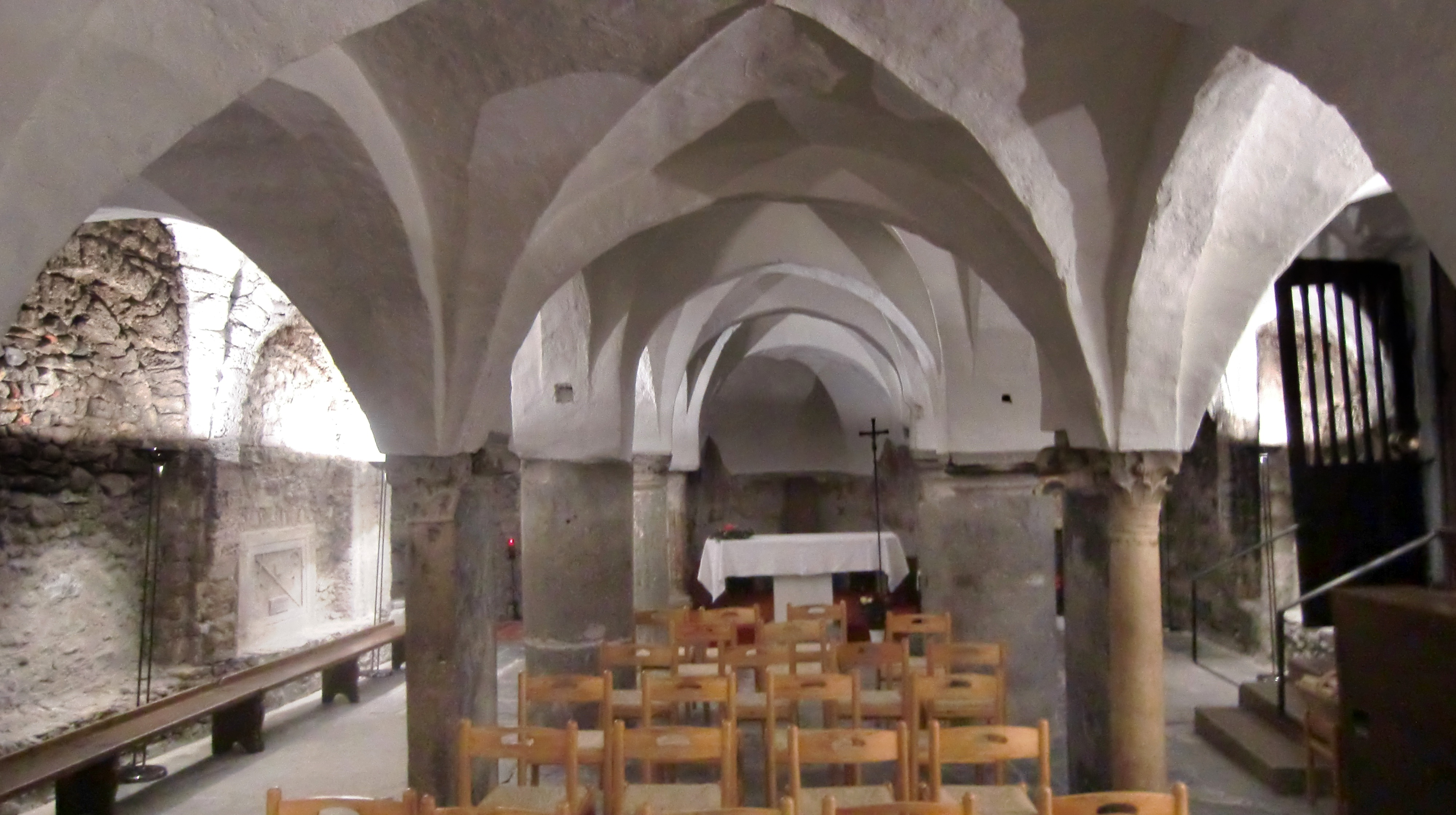
Veduta della cripta (XI secolo)
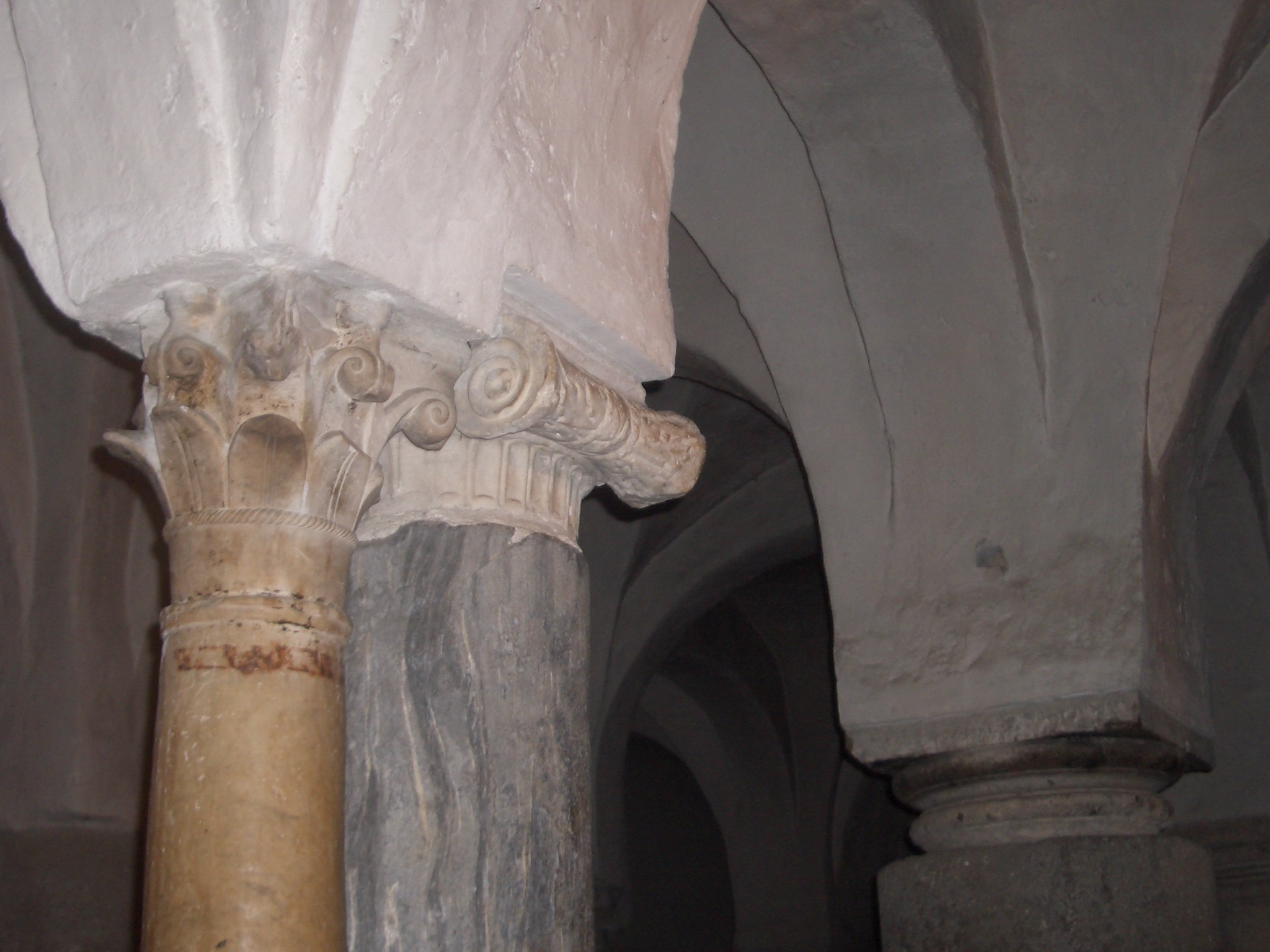
Cripta, capitelli medievali (X secolo)

## La collegiata di Sant'Orso ed il suo chiostro

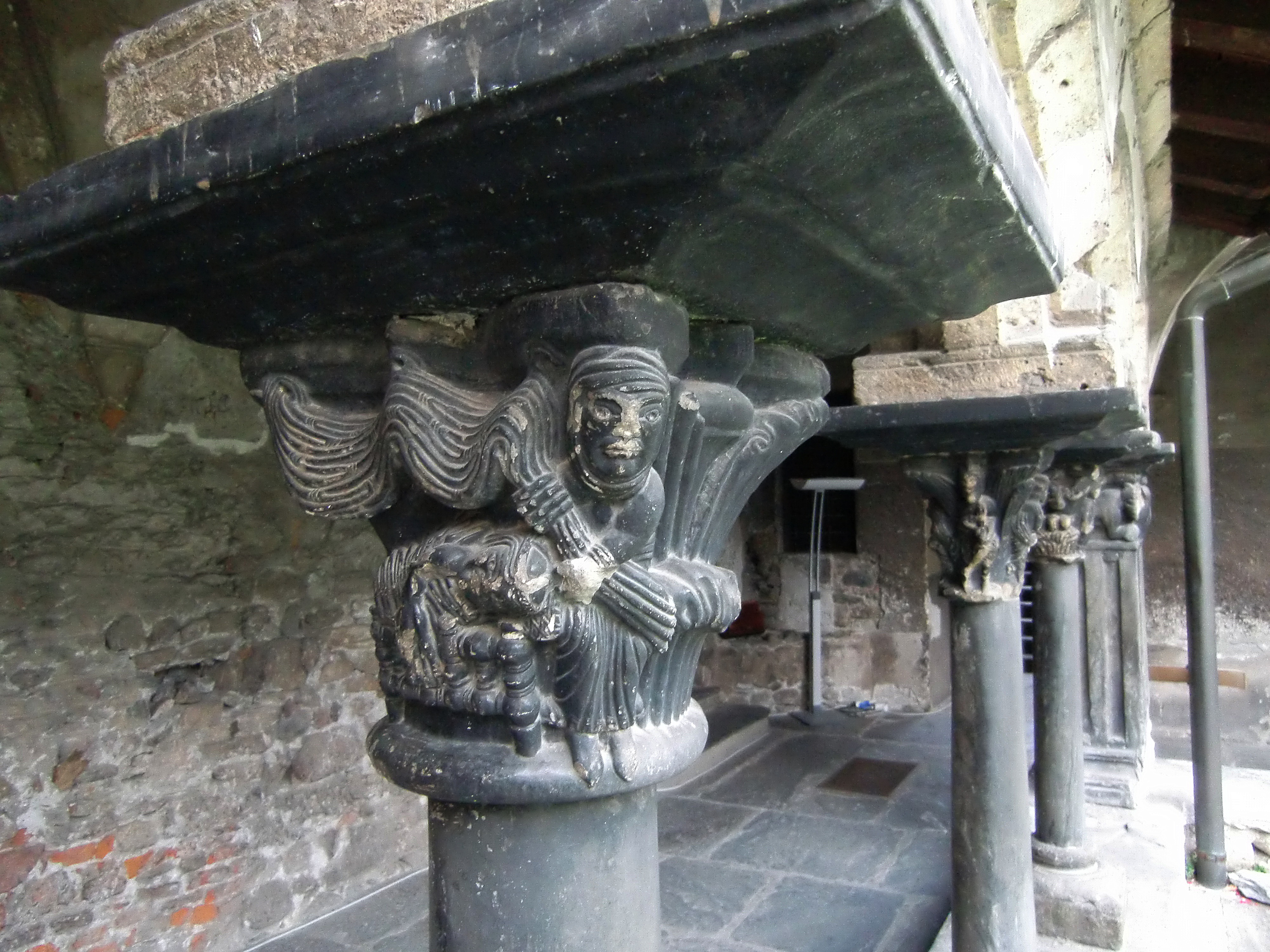
Capitelli medievali del chiostro della collegiata di Sant'Orso

Gli scavi archeologici hanno messo in evidenza come nell'area oggi occupata dalla chiesa fosse presente un'ampia necropoli extraurbana sulla quale, nel V secolo, fu edificato un complesso paleocristiano comprendente, oltre alla nostra chiesa, anche quella cruciforme di San Lorenzo (che si trova sotto l'attuale omonima chiesa sconsacrata). La chiesa primitiva era ad aula unica delimitata da un'abside semicircolare; essa venne interamente ricostruita ed ingrandita nel IX secolo, in epoca carolingia.
Nel 989 si aggiunge alla facciata della chiesa esistente un campanile (i cui resti sono ancora visibili per un'altezza di circa 15 m).
Un ulteriore intervento costruttivo fu quello promosso dal vescovo Anselmo I che tenne la cattedra vescovile in Aosta tra il 994 e il 1025 (da non confondersi con Anselmo, filosofo e santo, nato in Aosta nel 1033). Tale intervento è testimoniato un passo del Necrologium della collegiata che menziona il defunto con l'espressione Anselmus Episcopus Augustiensis qui nostram construxit ecclesiam.
Per sua iniziativa l'intera chiesa venne ristrutturata nelle forme tipiche dell'architettura romanica, come edificio basilicale, diviso in tre navate con copertura a capriate lignee chiuse ad oriente da altrettante absidi semicircolari. Il coro, sopraelevato rispetto al piano delle navate, sovrastava (come avviene ancor oggi) una cripta formata da due vani: quello occidentale conteneva alcune importanti sepolture, quello orientale - destinato a cerimonie di culto- era diviso in cinque navatelle con tre absidiole semicircolari disposte a raggiera.
Più in basso rispetto al pavimento del coro, sotto un vetro che lo protegge, si osserva un mosaico a tessere bianche e nere con alcuni inserti di tessere di colore marrone chiaro riportato alla luce durante gli scavi del 1999. Il tappeto musivo che risale al XII secolo – verosimilmente agli anni della costruzione del chiostro - ha forma quadrata, di lato pari a 3 metri, con gli spigoli disposti secondo i quattro punti cardinali; nel medaglione posto al centro di sei diverse cornici è raffigurata la scena di Sansone che uccide il leone.
Del "periodo anselmiano" rimangono, oltre alle mura e ai pilastri, la cripta (non più separata in due vani), il mosaico del coro e gli affreschi, esempi importanti di arte ottoniana, posti nella parte superiore della navata, tra il tetto e la copertura con volte a crociera realizzata a fine Quattrocento.
L'imponente campanile romanico, alto 44 metri, che sorge sul sagrato della chiesa in posizione da essa isolata, fu eretto nel XII secolo come parte di un sistema difensivo costituito da una cinta muraria e da una seconda torre di grandi dimensioni. La parte inferiore è quella originaria, formata da enormi massi squadrati, tolti forse ai vicini monumenti romani; la parte superiore è probabilmente del XIII secolo.
La costruzione del chiostro romanico, istoriato dai suggestivi capitelli per i quali la collegiata di Sant'Orso va celebre, si colloca negli anni immediatamente successivi al 1133 (1132 secondo il calendario attuale), come attesta l'iscrizione di uno dei capitelli: "ANNO AB INCARNATIO (N) E DOMINI MC XXX III IN HOC CLAUSTRO REGULAR (I) S VITA INCEPTA EST", che indica l'inizio effettivo della vita comunitaria. In quell'anno aveva ottenuto risposta positiva la richiesta avanzata al papa Innocenzo II dal vescovo di Aosta Eriberto (già canonico regolare di Sant'Agostino del Capitolo di Abondance nel Chiablese in Alta Savoia), finalizzata ad avere, per la congregazione di Sant'Orso, la possibilità di fondare una comunità di agostiniani. 

Gli archi e le volte attuali del chiostro sono frutto di un rimaneggiamento posteriore, avvenuto all'epoca Giorgio di Challant (1468-1509), salvo uno dei lati minori che fu rifatto nel secolo XVIII.

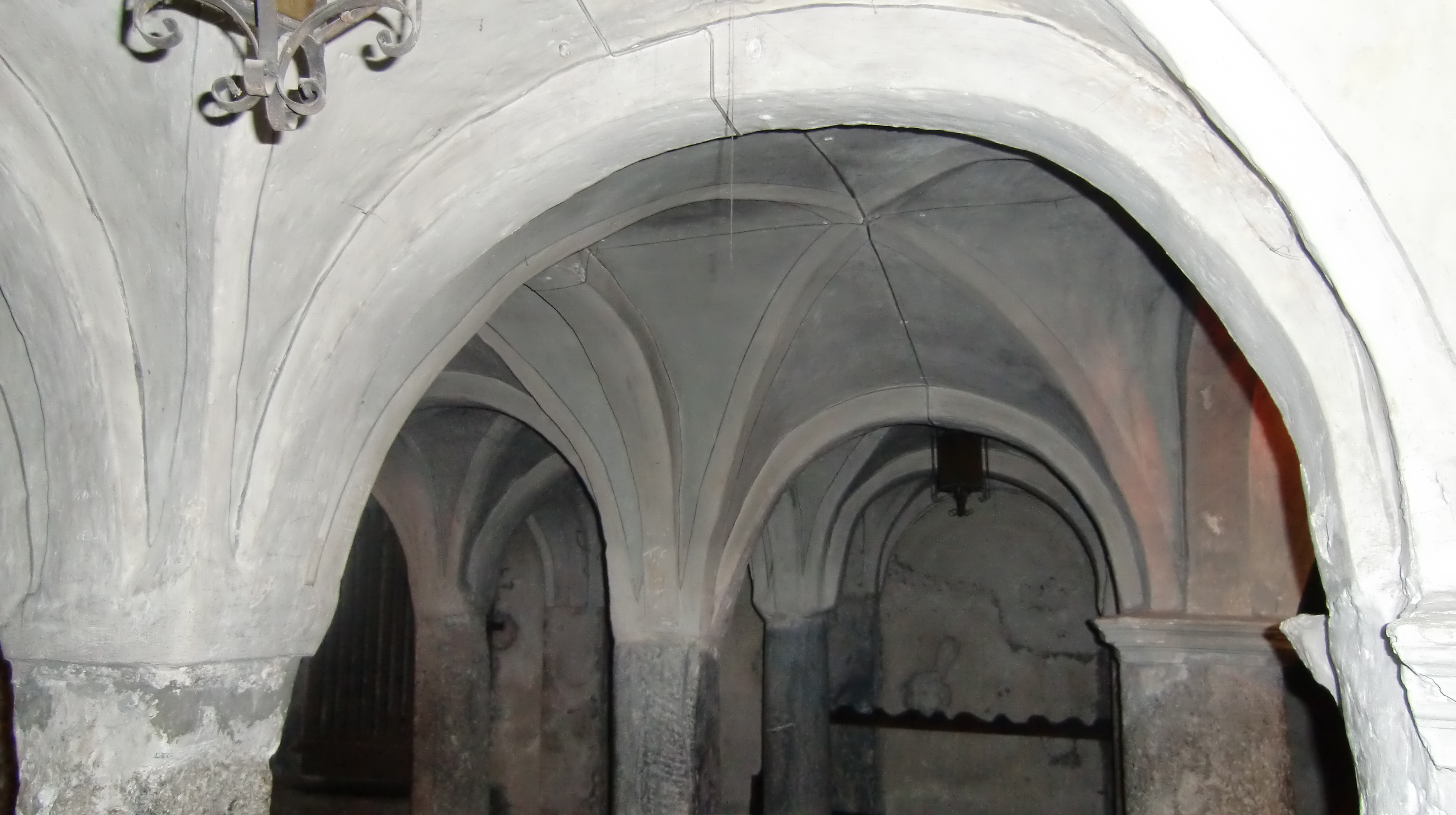
Veduta della cripta
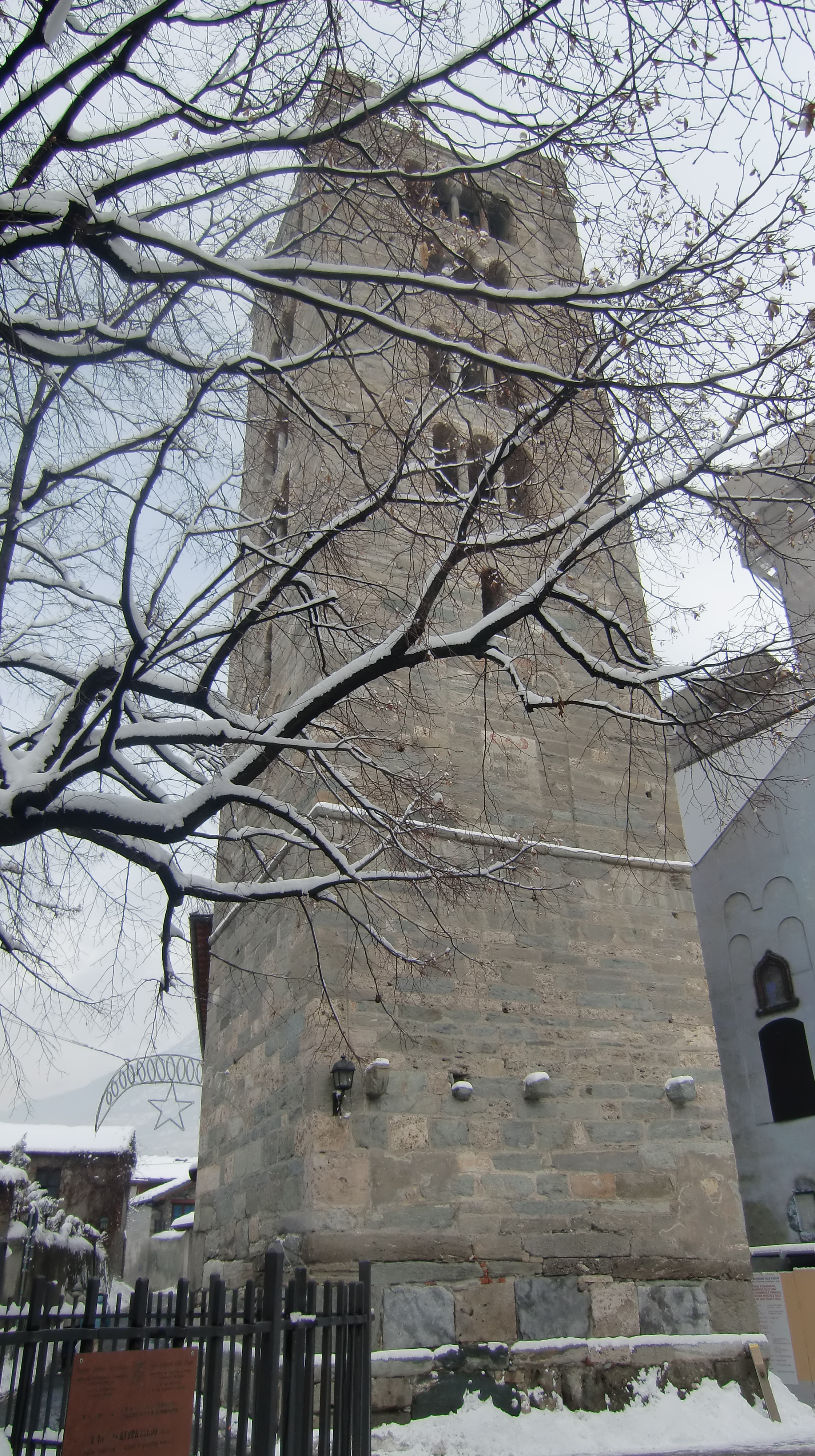
Il campanile tra i rami del tiglio secolare
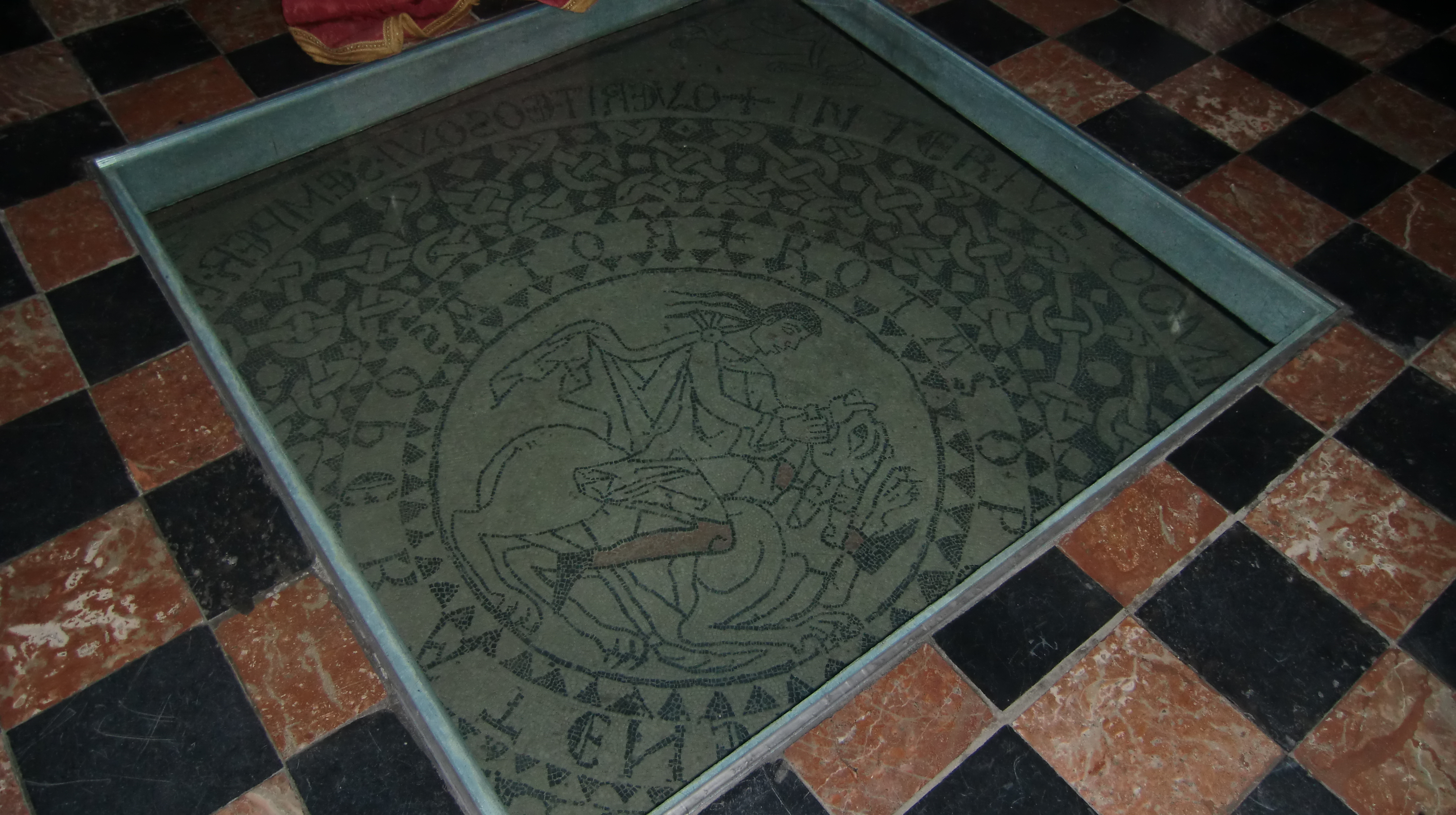
Il mosaico del coro
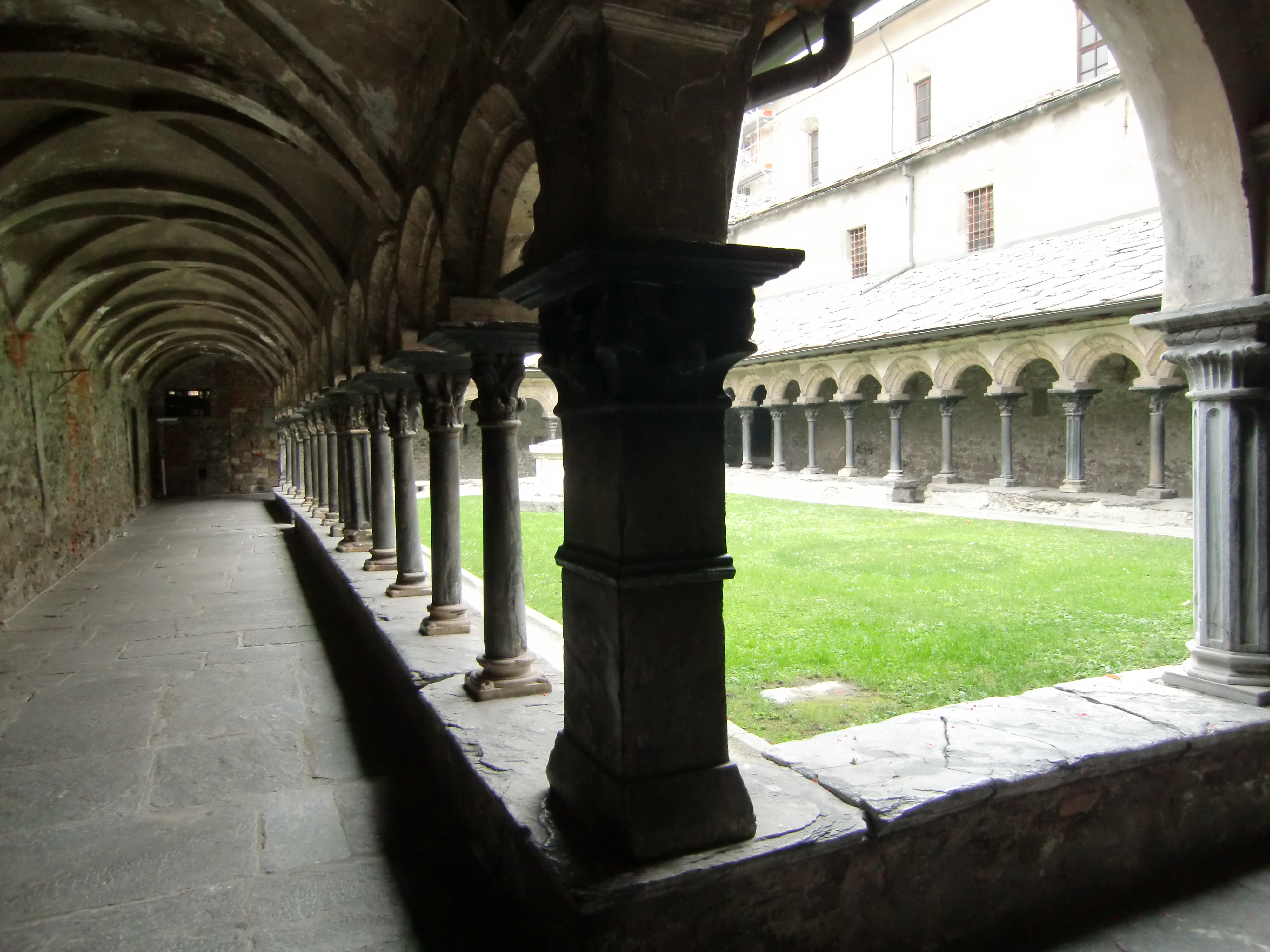
Veduta del chiostro

## Gli affreschi alto medievali della cattedrale e della collegiata di Sant'Orso

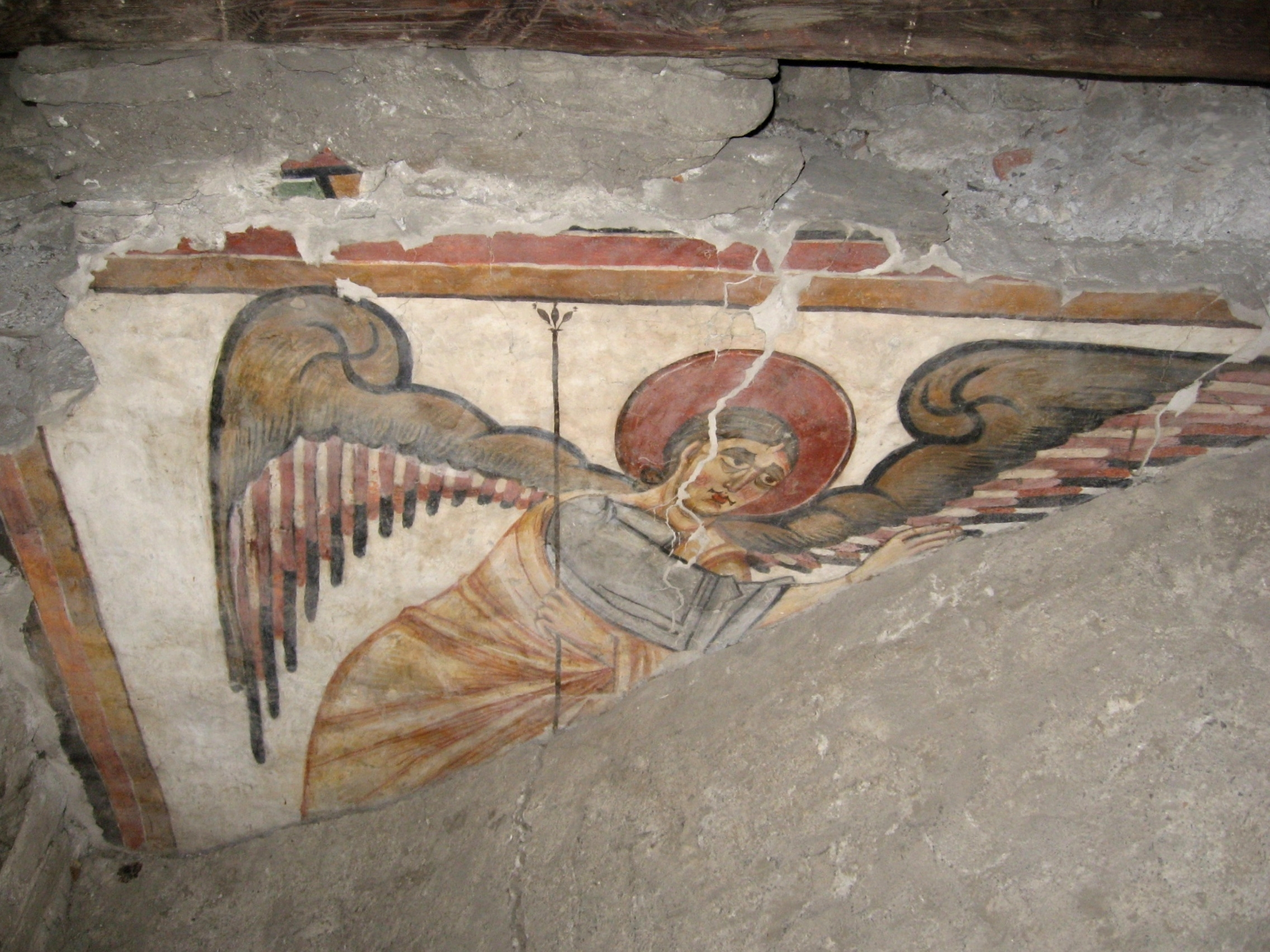
Cattedrale, Parete Ovest, Figura di Angelo
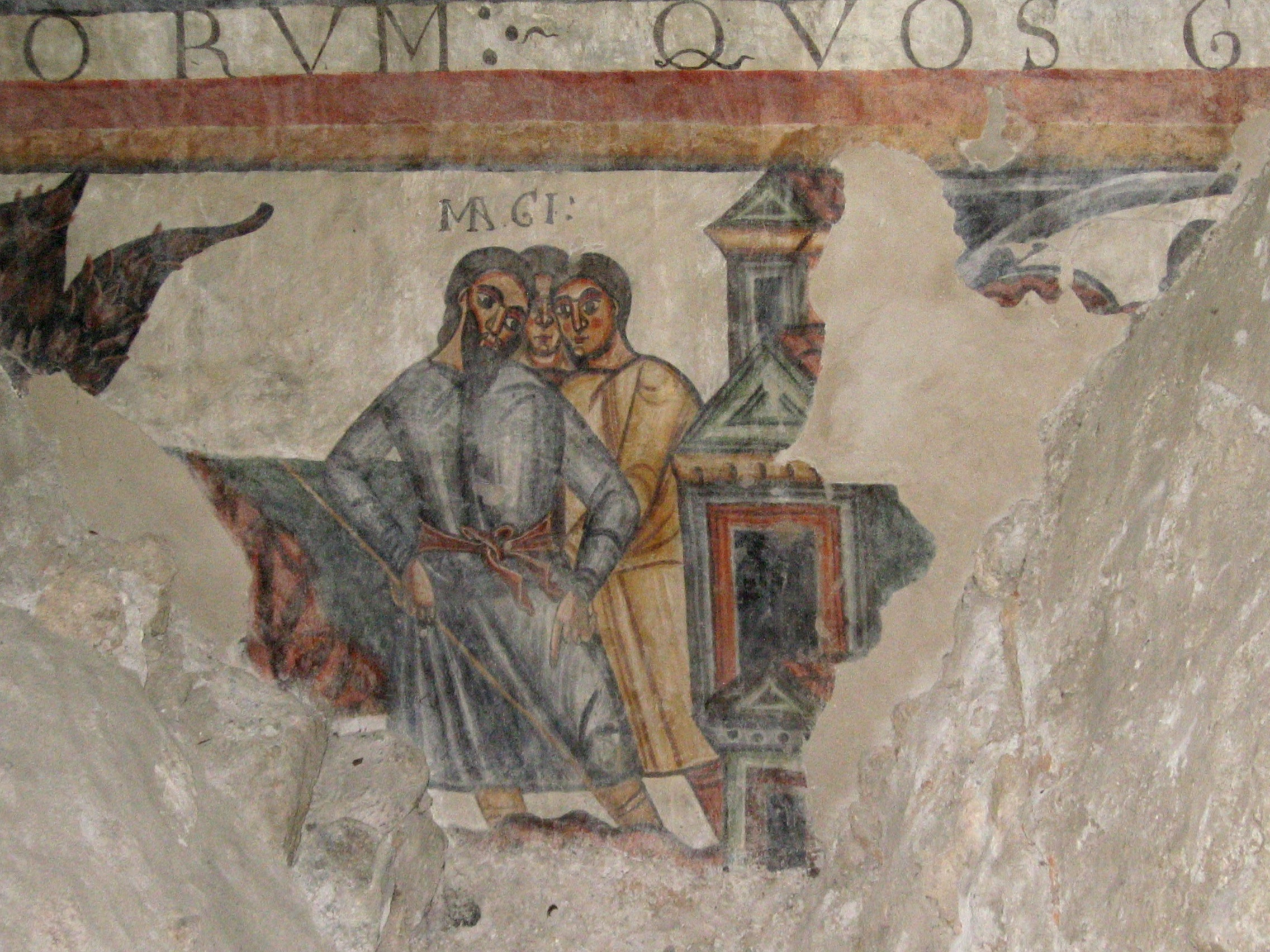
Cattedrale, Parete Sud, Magi del Faraone

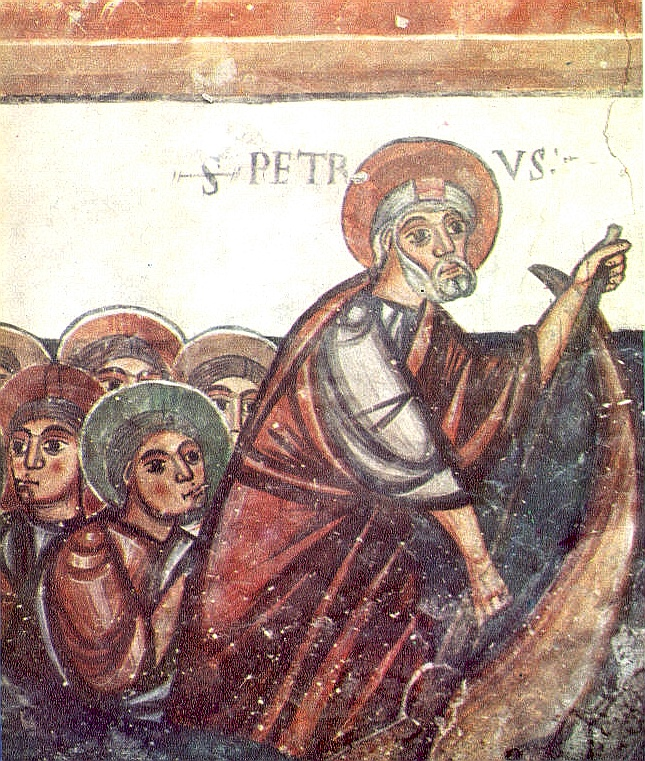
Sant'Orso, Miracolo di Gesù che calma le acque del lago
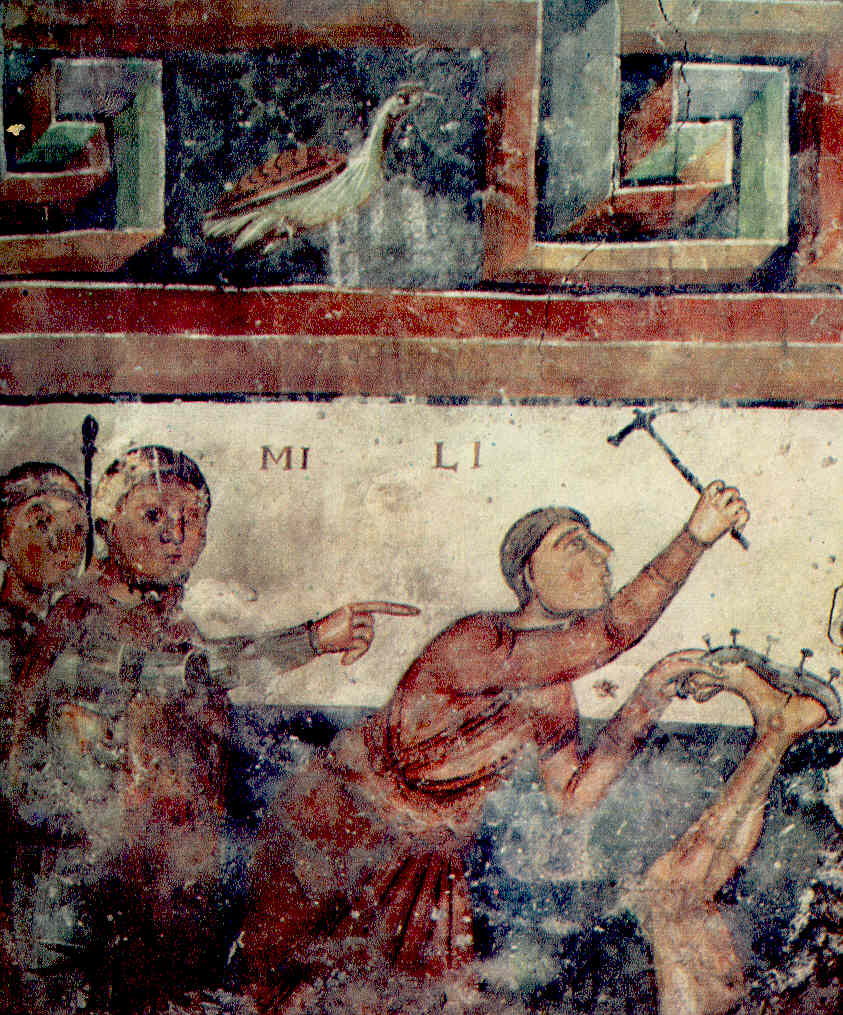
Sant'Orso, Scena di un martirio

Le due grandi basiliche aostane, la cattedrale e la collegiata di Sant'Orso, presentavano nell'XI secolo una navata centrale interamente affrescata. Consistenti frammenti di tali dipinti alto medievali si sono conservati, in entrambe le chiese, nel sottotetto, sopra le volte quattrocentesche. I due cicli superstiti – realizzati con ogni probabilità dallo stesso atelier - costituiscono una delle più vaste testimonianze di pittura alto medievale che fanno di Aosta uno dei principali centri europei dell'arte di tale periodo storico.
Per quanto riguarda la Cattedrale, nelle parti recuperate nel sottotetto si riconoscono le seguenti raffigurazioni:
- Parete Ovest (ove si trovava l'arco trionfale dell'abside occidentale): Figure di Angeli (disposte secondo l'usuale schema iconografico degli archi trionfali in epoca medievale)
- Parete Nord: Storie di Sant'Eustachio, scene di Placidas-Eustachio che incontra il cervo; Conversione di Placidas-Eustachio; Viaggio per mare; Rapimento dei figli. 
 Nel registro superiore lunette con i busti degli Antenati di Cristo alternate a lunette di contenuto decorativo ed allegorico
- Parete Sud: Storie di Mosè, in particolare delle Piaghe d'Egitto, scene della Verga trasformata in serpente; l'Acqua del Nilo tramutata in sangue; la Piaga delle rane; la Piaga delle mosche. 
 Nel registro superiore lunette con i busti dei Vescovi di Aosta

Nel ciclo di Sant'Orso si riconoscono le diverse scene affrescate sono sormontate da una greca prospettica che ingloba al suo interno figure di animali e di oggetti rappresentate con notevole realismo. Non tutte le scene frammentarie si lasciano individuare; un'analisi iconografica consente di individuare le seguenti scene:
- Parete Nord: Frammenti di un Giudizio Universale[18]; Le nozze di Cana;
- Parete Sud: Sant'Andrea a Patrasso; San Giovanni Evangelista ad Efeso; San Giacomo Maggiore condannato a morte a Gerusalemme; Miracolo di Gesù che cammina sul lago di Genezareth; Miracolo di Gesù che calma le acque del lago; Un martirio (Sant'Erasmo?) per fustigazione;
- Parete ovest: Un martirio per conficcazione di chiodi nella pianta di un piede

L'ambito culturale dell'atelier che ha realizzato gli affreschi è quello cosiddetto "lombardo"; ad esso possono essere stilisticamente collegati i cicli della basilica di San Vincenzo a Cantù e del battistero del Duomo di Novara.

## Altre chiese romaniche in Valle d'Aosta

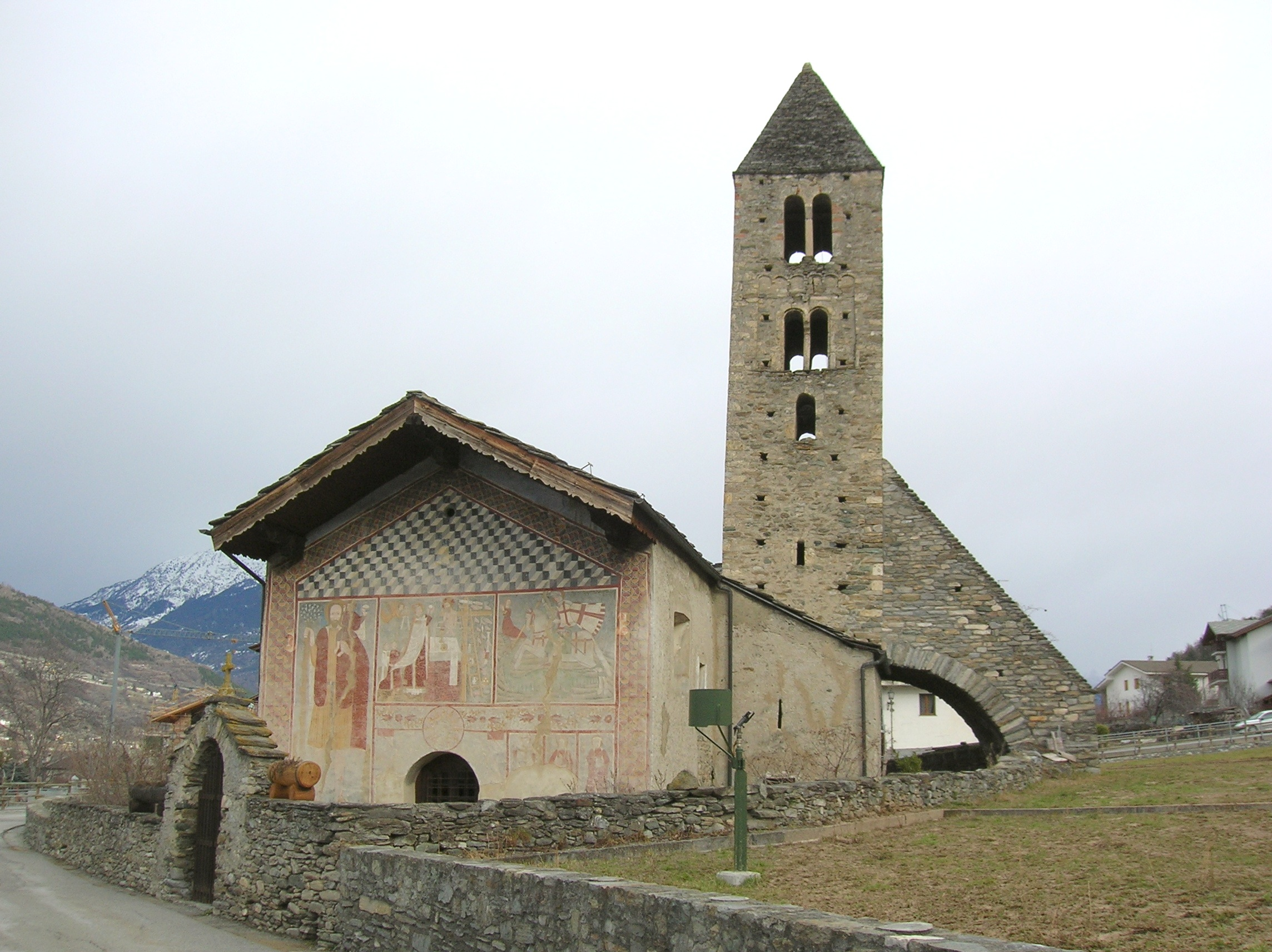
Gressan, chiesa di Sainte-Marie-Magdeleine de Villa

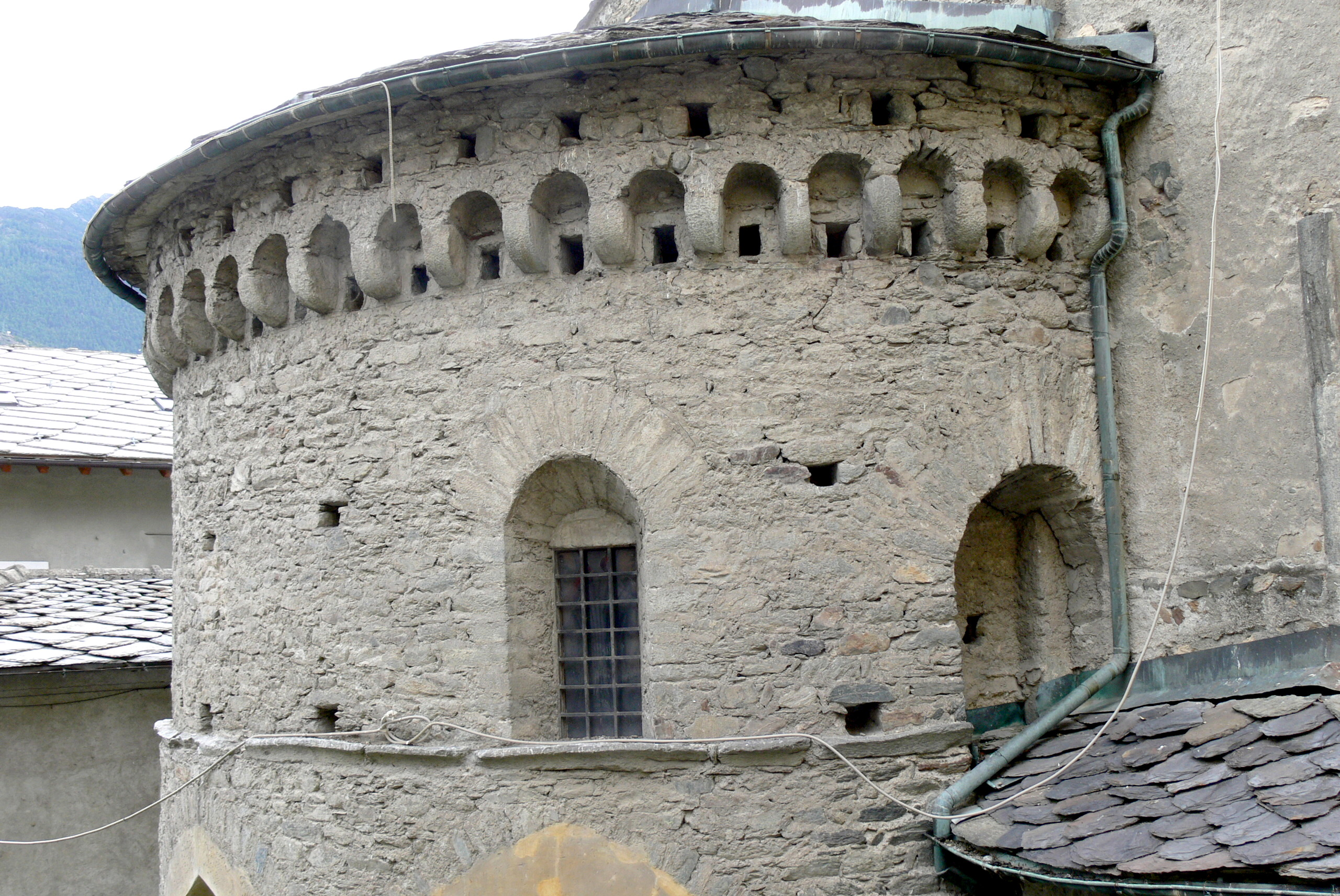
Abside della chiesa di San Vincenzo a Saint-Vincent

Un notevole numero di antiche chiese disseminate lungo i percorsi che dal fondo valle raggiungono i passi del Piccolo e del Gran San Bernardo, hanno mantenuto – in special modo nei campanili - testimonianze più o meno importanti del periodo romanico.
Tra le testimonianze principali si devono annoverare le chiese a pianta basilicale con tre navate: la parrocchiale di Arnad, quella di Saint-Vincent e di Sarre, l'antica chiesa di Santa Maria a Villeneuve.
Altre interessanti chiese con elementi romanici superstiti sono la parrocchiale di Morgex, la chiesa di Sainte-Marie-Magdeleine de Villa a Gressan, la chiesa di San Solutore a Fleuran nel comune di Issogne, ed altre ancora.
In alcuni casi le modifiche architettoniche intervenute nei secoli non consentono più di trovare testimonianze romaniche: è questo, ad esempio, il caso della parrocchiale di San Martino a Pontey (borgo che segna una delle tappe dell'itinerario di Sigerico) menzionata in una bolla di papa Alessandro III nel 1176, ma interamente modificata dagli interventi successivi.

### La parrocchiale di San Martino ad Arnad

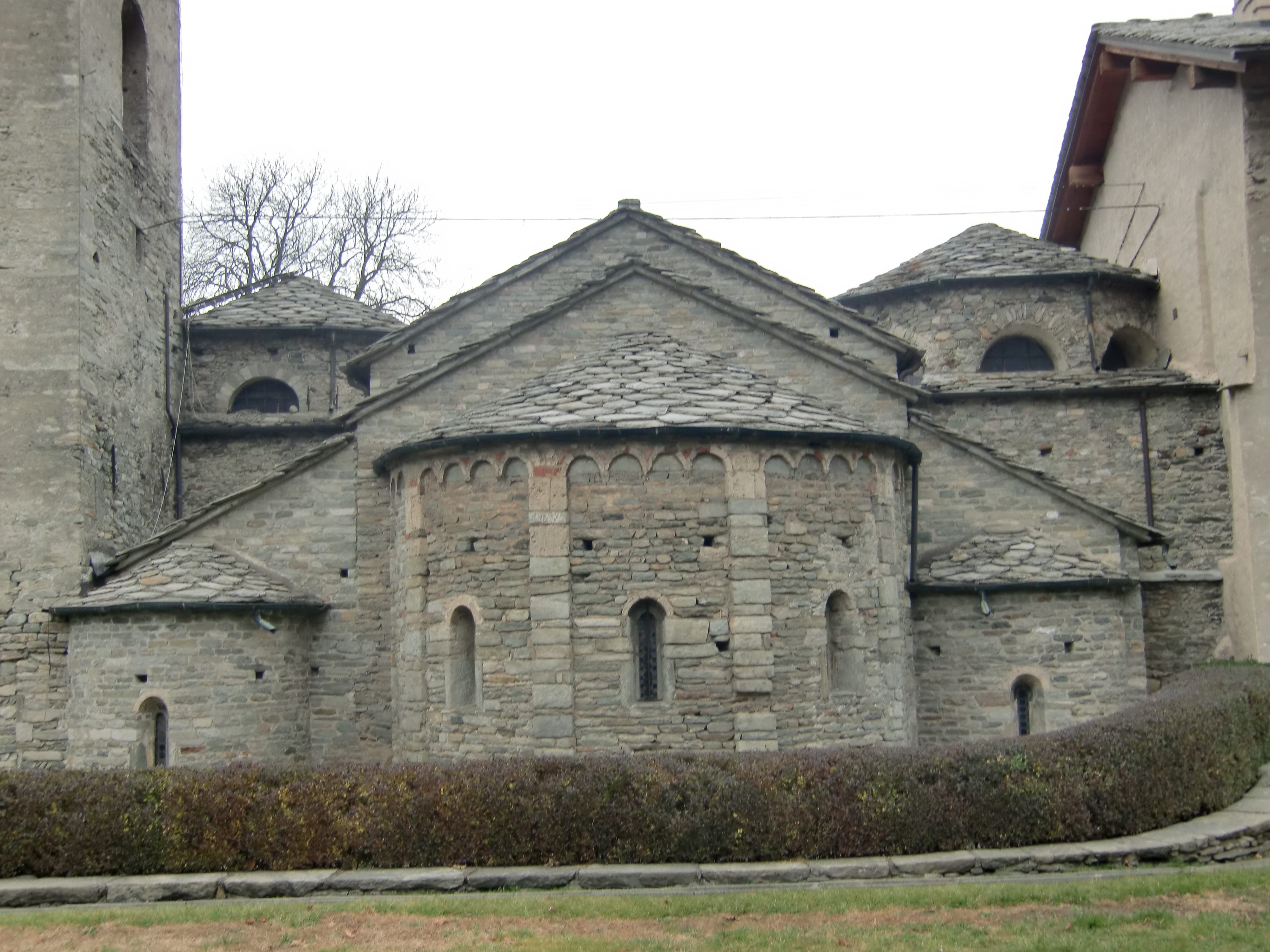
Arnad, absidi romaniche della chiesa

Per scoprire le origini della chiesa occorre risalire verosimilmente al IX secolo quando essa venne edificata nella piana di Arnad come cappella del monastero ivi eretto dai benedettini di Fruttuaria. Di tale periodo rimangono tracce nelle fondazioni murarie e nell'abside centrale.
Nel corso dell'XI secolo una delle periodiche inondazioni distrusse la parrocchiale dedicata a Saint-Germain di Auxerre situata più a valle. Fu allora deciso di trasformare la cappella del monastero nella nuova parrocchiale del borgo. L'antico edificio fu quasi interamente ricostruito ed ingrandito, ed assunse una struttura basilicale a tre navate che ha poi conservato nel tempo.
Le strutture murarie della chiesa romanica realizzate tra i secolo XI e XII sono quasi interamente in pietra: furono impiegati infatti essenzialmente ciottoli di fiume e conci di tufo.
La copertura della chiesa era probabilmente assicurata da un tetto a capriate sulla navata centrale e da volti a botte su quelle laterali. È verosimile, per comparazione con moltissime altre basiliche romaniche, che sotto la zona absidale fosse presente una cripta. La chiesa era ovviamente dotata di un campanile di cui sono rimaste oggi le murature romaniche che arrivano fino al livello delle prime monofore (il resto risente di interventi successivi).

### La chiesa cimiteriale di Santa Maria a Villeneuve

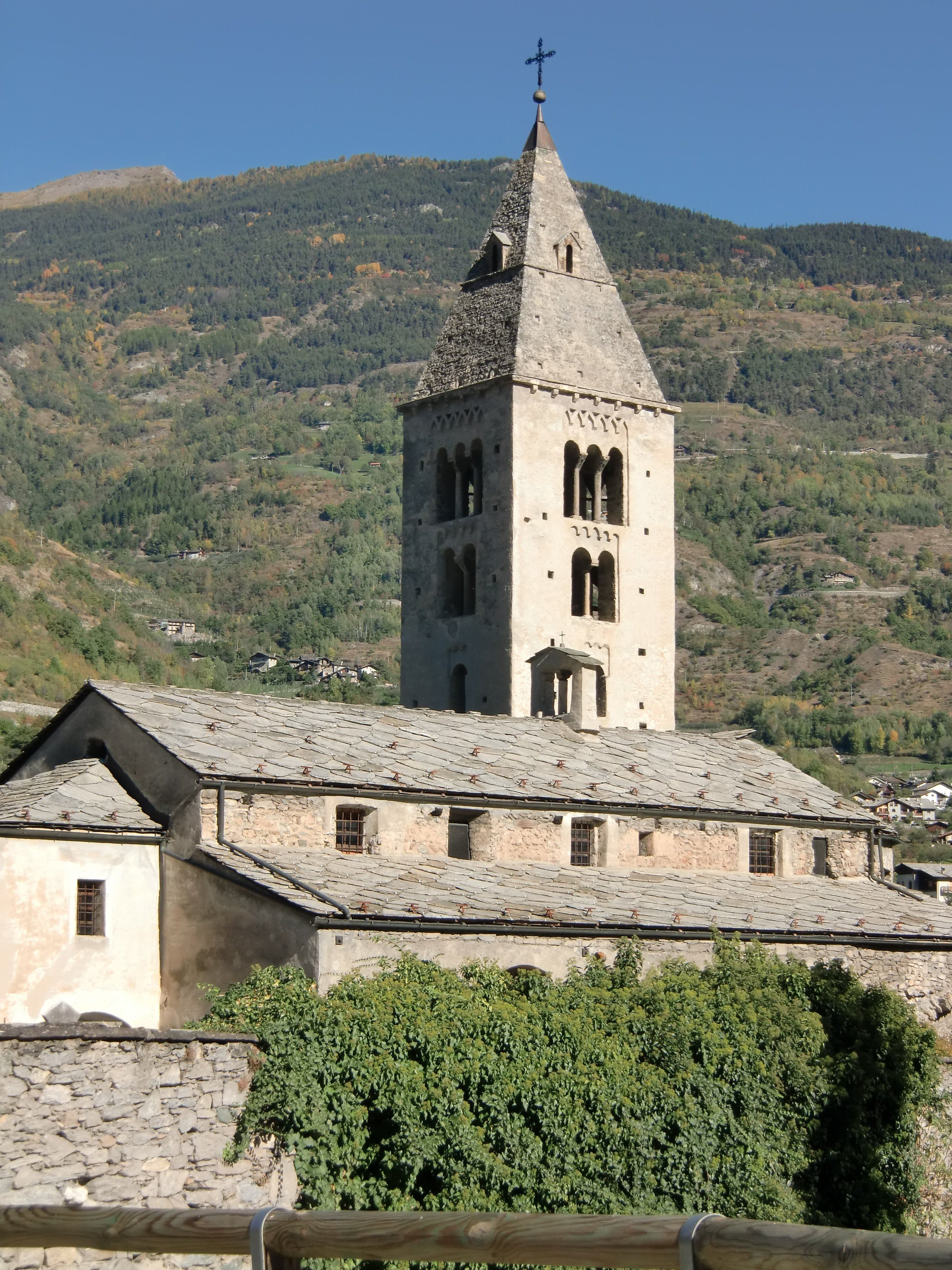
Villeneuve, l'antica chiesa di Santa Maria

L'antica chiesa di Santa Maria (ora dedicata a San Rocco) sorge su uno sperone di roccia nei pressi del cimitero di Villeneuve; ha svolto funzioni di chiesa parrocchiale sino alla costruzione, nel 1782, della nuova e più grande chiesa nel centro del paese. Si tratta di una delle più antiche chiese della Valle d'Aosta, risalendo presumibilmente la sua edificazione al secondo quarto dell'XI secolo. Viene menzionata per la prima volta, come ecclesia in una bolla pontificia del 1184, inclusa tra le pertinenze della collegiata di Sant'Orso ad Aosta. Il titolo di ecclesia induce a ritenere che fungesse già allora da parrocchiale.
La chiesa ha subito nel tempo interventi che ne hanno modificato il tipico aspetto originario. La chiesa romanica presentava la tipica facciata a salienti che ancora si può osserva, pur con il portico che ne ha alterato l'aspetto. Osservata dal lato orientale essa presenta tre absidi prive di elementi decorativi. L'interno ha conservato la struttura a tre navate chiuse da altrettante absidi; le navate laterali mostrano un'insolita copertura a botte, mentre la navata centrale presenta volte a crociera risalenti alla fine del XV secolo. Si è conservata, sotto il presbiterio rialzato, la piccola cripta dell'XI secolo: ha forma di emiciclo e consta di sei volte a crociera con nervature che poggiano su due tozze colonne prive di capitelli.

La torre campanaria databile al XII secolo che si erge sulla navata settentrionale presenta una notevole eleganza in virtù degli archetti pensili che segnano i diversi piani alleggeriti progressivamente da aperture a monofore, bifore e trifore.

## Architettura romanica di uso militare e cappelle castrali
Conservano una marcata impronta romanica in Valle d'Aosta anche alcune cappelle risalenti all'XI secolo ancora visibili tra le rovine di solitari castelli. Si tratta dei castelli di Graines in Val d'Ayas, di Cly nel comune di Saint-Denis, dei Signori di Quart a Quaart e di Châtel-Argent a Villeneuve. Tali castelli posti suggestivamente su cocuzzoli rocciosi, con i loro possenti donjon, costituiscono esempi interessanti di architettura romanica di uso militare.
Si è osservato a questo riguardo
(B. Orlandoni, Architettura in Valle d'Aosta - Il romanico e il gotico, op. cit., pag. 85)

### Il castello di Graines

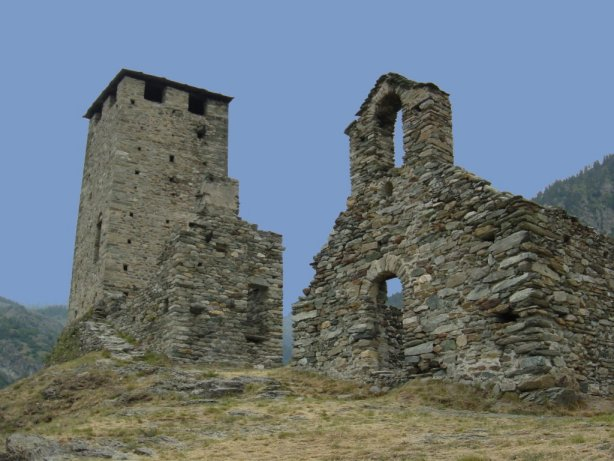
Castello di Graines, il donjon e le rovine della cappella castrale

Costruito probabilmente nell'XI secolo, Graines è un tipico esempio di castello primitivo valdostano. Era composto essenzialmente da un'ampia cinta muraria, di circa 80 metri per 50 e di forma irregolare per adattarsi alla natura del terreno, che racchiudeva all'interno le altre costruzioni tra cui una grande torre a pianta quadrata ed una piccola chiesa castrale, le uniche di cui sia rimasta traccia.
La torre quadrata, o donjon, mostra una struttura massiccia e misura più di 5,5 metri di lato. Essa era il mastio del castello e oltre ad essere l'abitazione del signore rappresentava l'ultimo baluardo della difesa, come dimostrano le piccole finestre e l'ingresso posto a quasi cinque metri dal suolo, raggiungibile solo con l'aiuto di una scala che poteva essere rimossa in caso di assedio.
In un secondo tempo fu aggiunto alla torre un nuovo corpo di fabbrica per ingrandire l'abitazione.
La cappella romanica, dedicata a San Martino, fu probabilmente costruita dai monaci che abitarono il castello nei primi tempi. È costituita da un'unica navata, lunga circa otto metri, che termina con un'abside semicircolare. Di essa è rimasta unicamente la muratura e la facciata in pietra, mentre è completamente crollata la copertura.

### Il castello di Cly

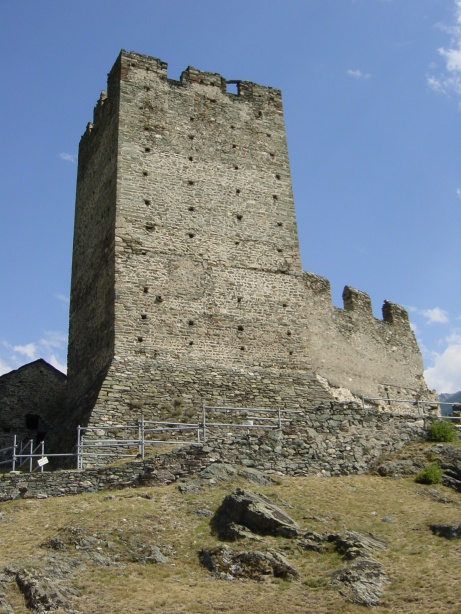
Il donjon a pianta quadrata del castello di Cly.

Il castello di Cly fa parte della tipologia di castelli valdostani di tipo primitivo, costituiti da un massiccio donjon centrale circondato da un'ampia cinta muraria, che racchiudeva al suo interno, oltre al mastio, anche una serie di altri edifici.
Nel caso di Cly la cinta muraria, ancora conservata quasi interamente, era sovrastata da una merlatura e racchiudeva un'area di circa 2800 metri quadrati. La parte occidentale era costituita da una spianata dove la popolazione locale poteva rifugiarsi in caso di attacco nemico. L'area a sud est ospitava invece le costruzioni, edificate in epoche diverse tra l'XI e il XIV secolo, tra cui la massiccia torre centrale, la cappella, le cucine, le stalle, il corpo di guardia e l'abitazione del castellano. Nell'angolo di nord ovest è possibile notare i resti di una torre sotto la quale si trovava una cisterna sotterranea per la raccolta dell'acqua, intonacata in cocciopesto per renderla impermeabile.
L'edificio più imponente del castello era sicuramente il mastio, la massiccia torre centrale. Era costituito da un donjon a pianta quadrata di circa 9,40 x 9 metri di lato e alta 18 metri, costruita sopra la roccia viva. La torre era verticalmente divisa in tre piani sovrastanti, e l'accesso era posto ad alcuni metri di altezza dal suolo, una soluzione difensiva che è possibile notare anche nei donjon di molti altri castelli dell'epoca, tra cui Graines e Châtelard.
Addossato al mastio si trovano i resti della piccola cappella romanica dedicata a San Maurizio, risalente probabilmente all'XI secolo. La chiesa è costituita da un'aula rettangolare absidata. Pochi sono gli elementi decorativi: sono visibili sull'abside e sulla parete settentrionale lesene reggenti una cornice composta da archetti binati. All'interno è degno di nota l'arco di accesso all'abside con doppia ghiera. Sulla superficie dell'abside si notano tracce di affreschi ormai illeggibili (che all'inizio del Novecento potevano ancora essere interpretati con una certa facilità, come dimostrano alcuni disegni di Alfredo d'Andrade e gli scritti di Carlo Nigra).

### Châtel-Argent

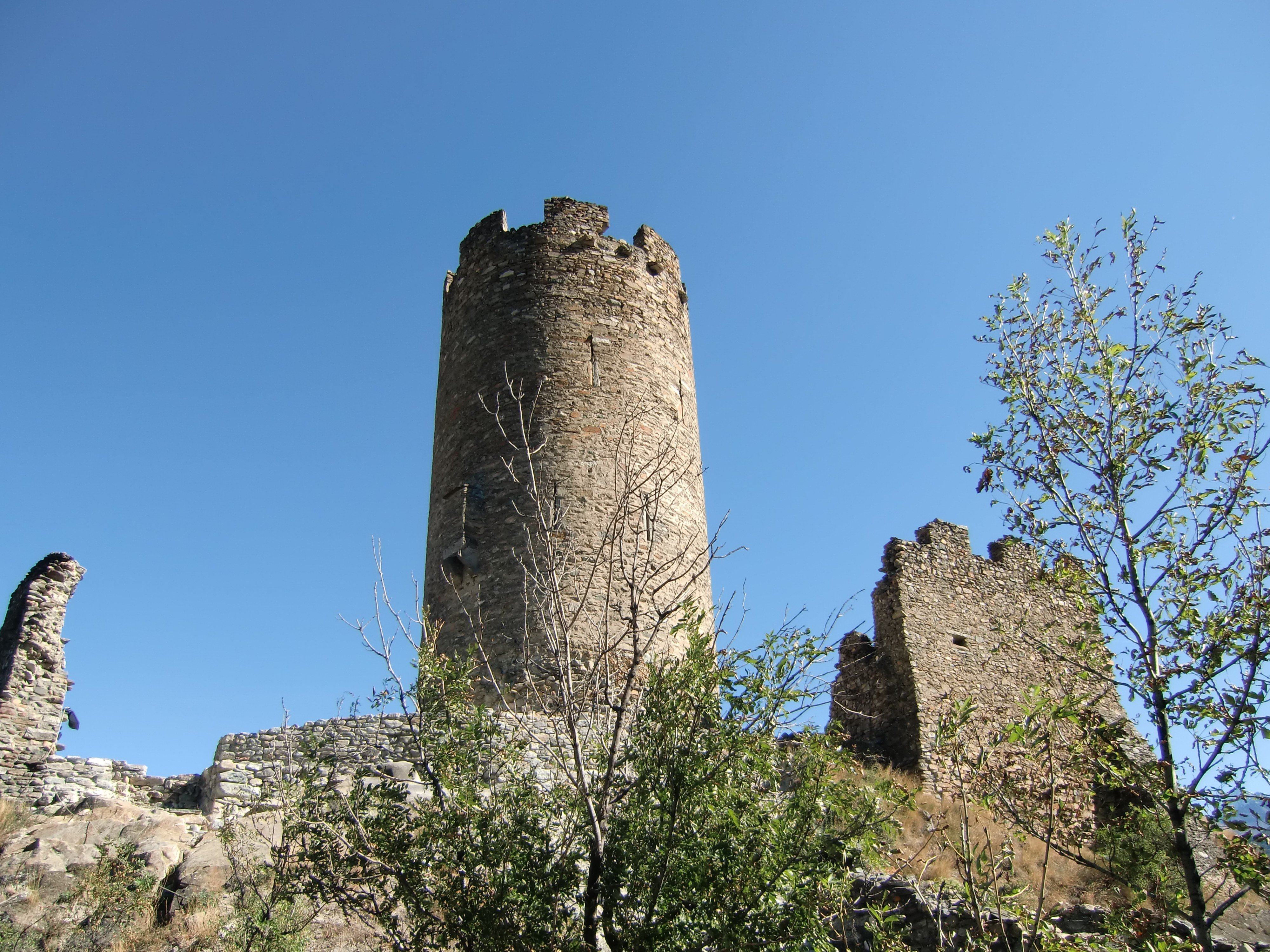
Veduta di Châtel-Argent

I ruderi del castello oggi visibili risalgono al XIII secolo, ma il cocuzzolo roccioso sul quale essi si ergono era già occupato in epoca romana da una fortificazione posta a guardia della valle. La prima citazione medievale del castello è del 1175. Esso fu sempre sotto la giurisdizione di Casa Savoia, anche se la baronia di Châtel-Argent ebbe numerosi signori: i Bard, i Challant, i Roncas, ecc.
L'area rinchiusa da ciò che resta della cinta muraria è di 90 x 70 m; si calcola che potesse contenere 2000 uomini.
Per quanto riguarda la costruzione del XIII secolo si trovano, all'interno della cinta, nella posizione più elevata del sito, i resti di un corpo di fabbrica e di una cisterna; la parte meglio conservata, che caratterizza l'aspetto del sito, è rappresentata dal donjon di forma cilindrica, alto circa 16 metri ed avente un diametro di 9,50 m. misurato all'esterno.
Sul fronte est dell'area fortificata si trova una cappella castrale dedicata a Santa Colomba in stile romanico che si ritiene costruita tra verso il 1050-70. 

La chiesa ha un aspetto alquanto arcaico: la facciata presenta tre specchiature verticali coronate da archetti digradanti; l'abside che sporge curiosamente oltre la cinta muraria, è ornata da lesene e archetti pensili in cotto.

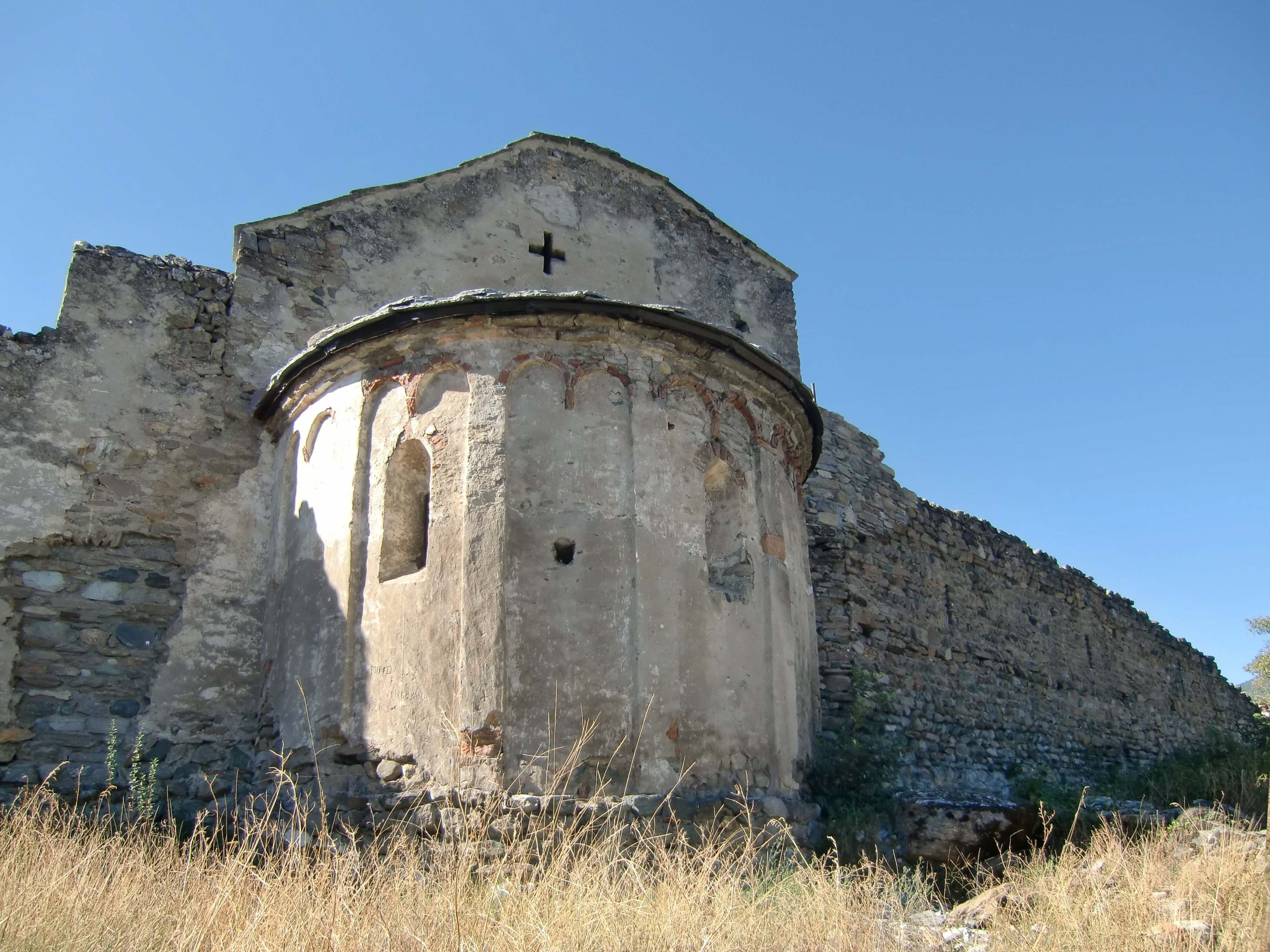
L'abside della cappella castrale che sporge dalla cinta muraria di Châtel-Argent
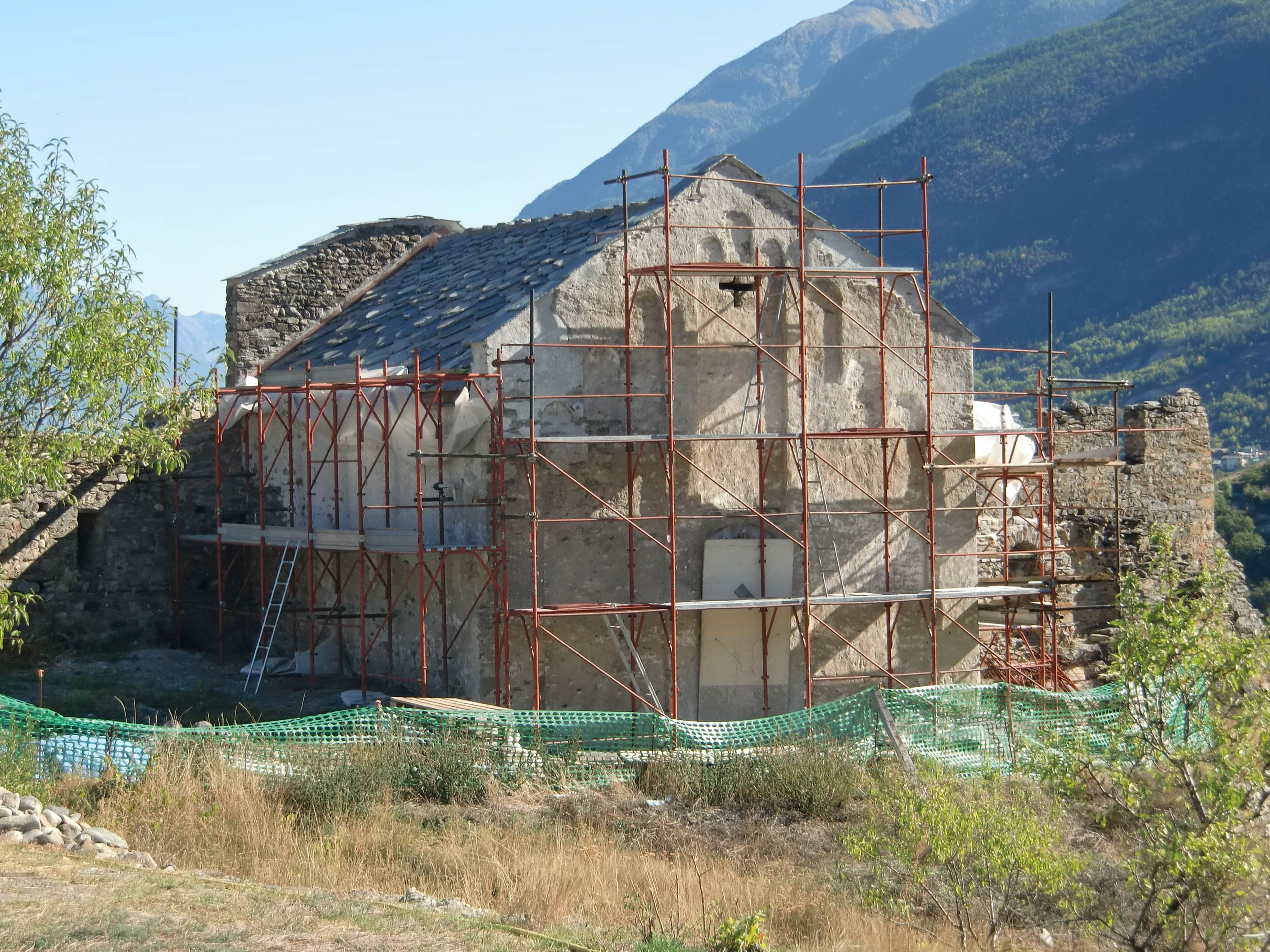
Cappella di Châtel-Argent (in ristrutturazione)

## Torri e caseforti
Tre gli edifici romanici ad uso civile e militare vanno ricordate le numerose torri e caseforti presenti sorte per lo più nel XII secolo ed ancora presenti nel territorio valdostano, a cominciare dalla cinta urbana di Aosta. Si tratta di torri che fungevano da abitazione delle famiglie nobiliari poste lungo l'antica cinta muraria romana (per ampi tratti ancora visibile): vi si erano stabilite la famiglia dei Casei (loro la Tour Fromage nelle immediate vicinanze del teatro romano), i De Palatio (loro la torre chiamata poi la del Balivo), i "signori de porta Sancti Ursi" (divenuta poi Torre dei signori di Quart) ed altre ancora.

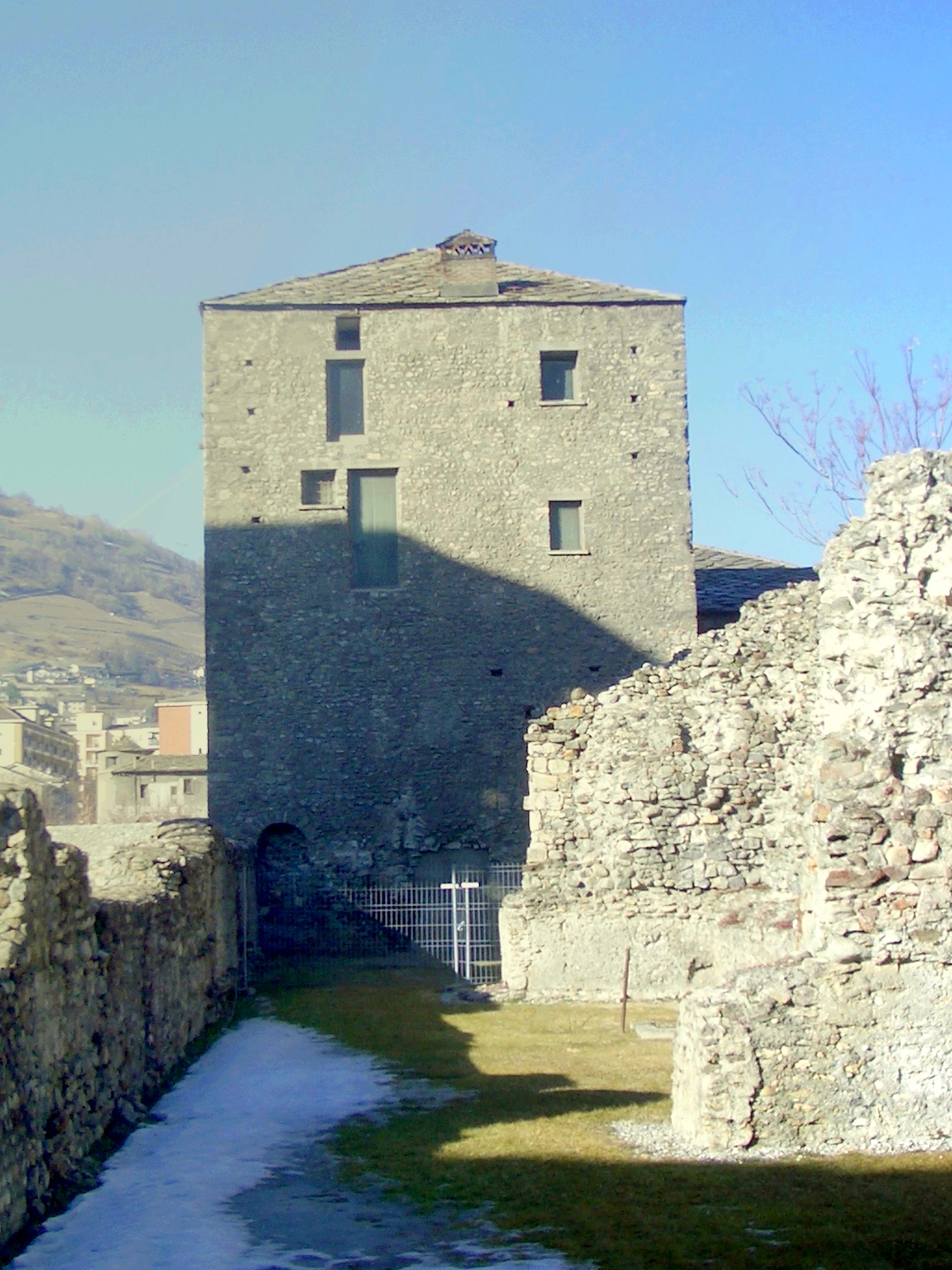
Aosta, la Tour Fromage tra le mura della cinta muraria romana
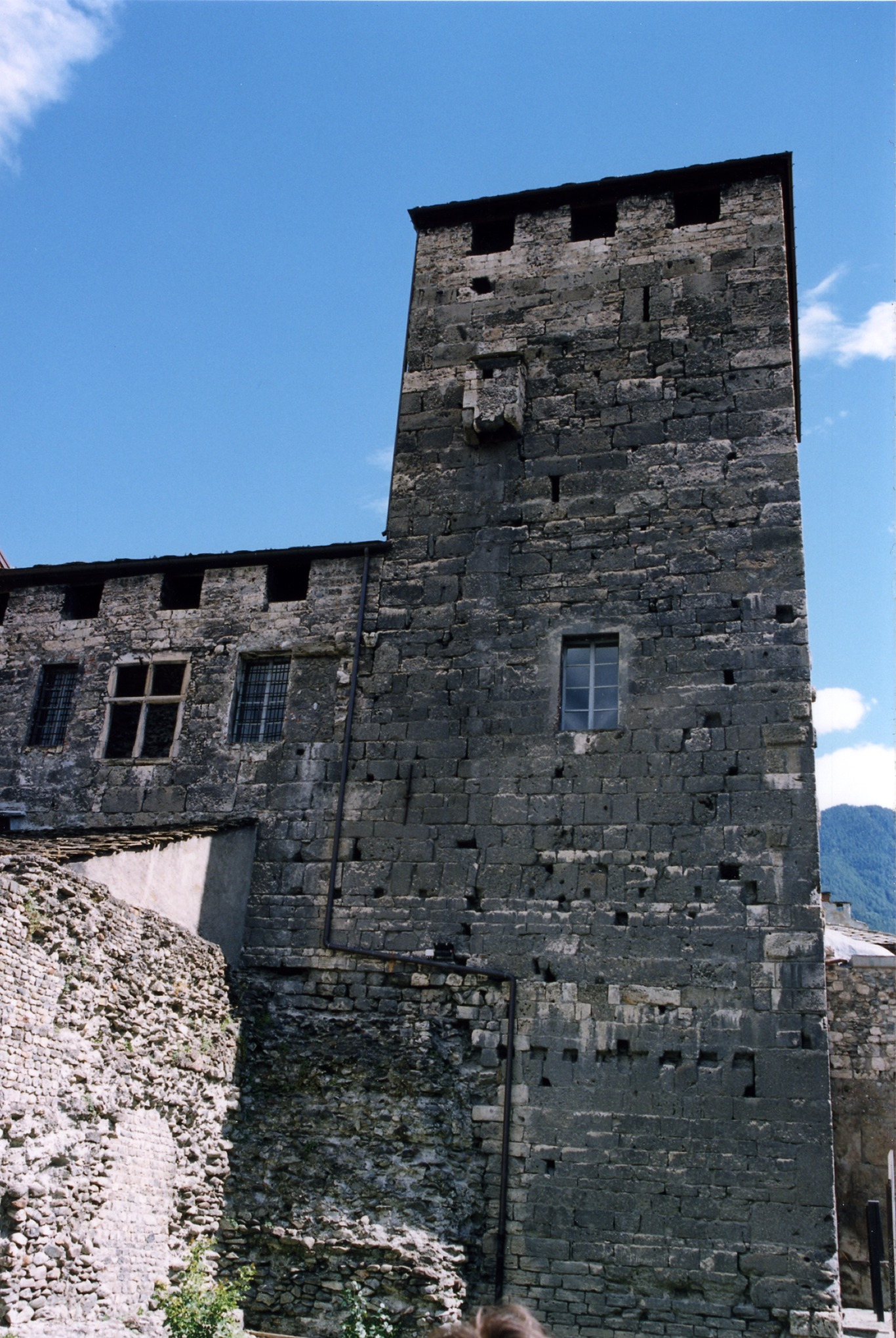
Aosta, la Torre dei signori di Quart

## Elenco di chiese e torri campanarie romaniche in Valle d'Aosta

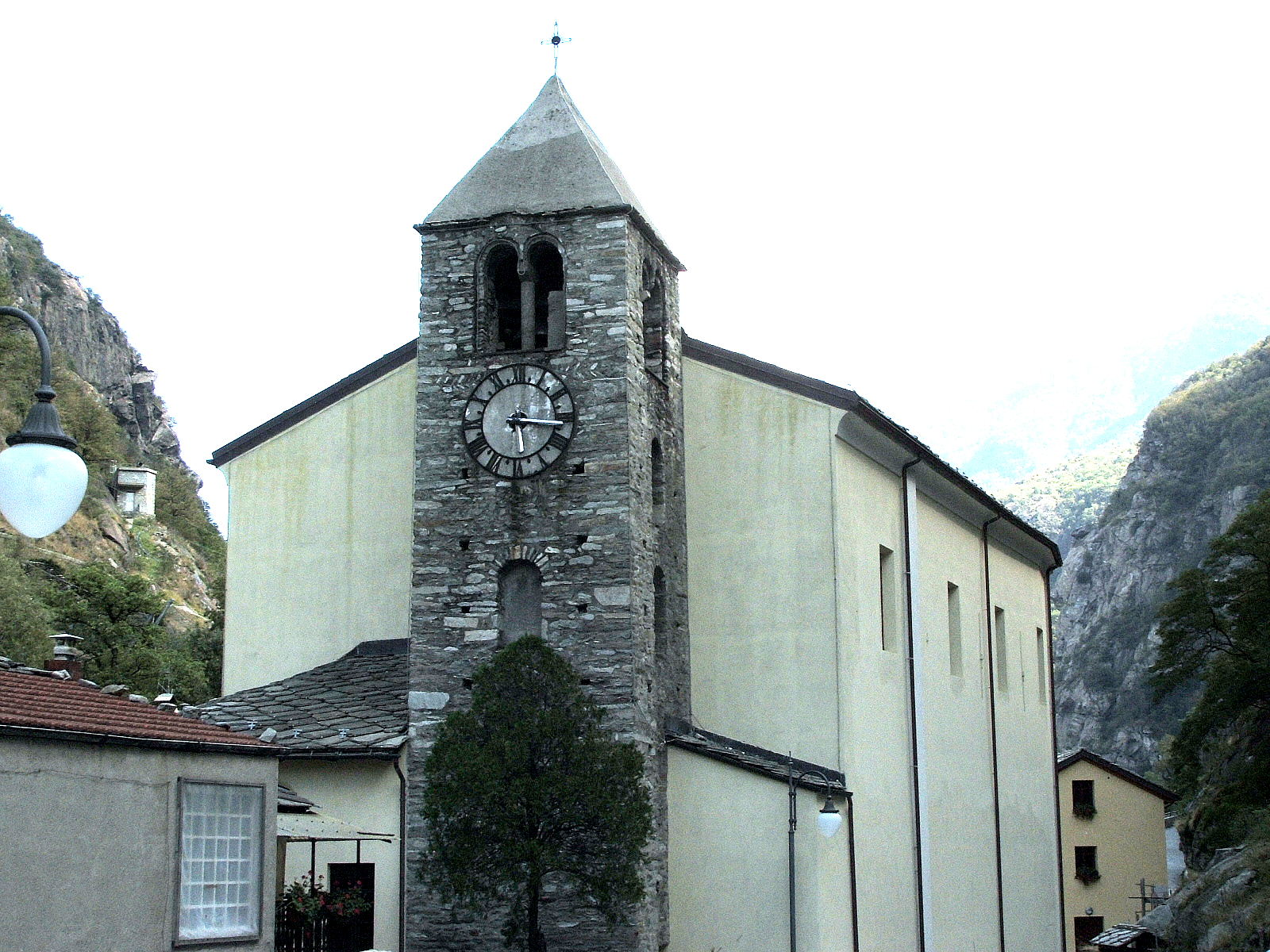
Bard, campanile della parrocchiale

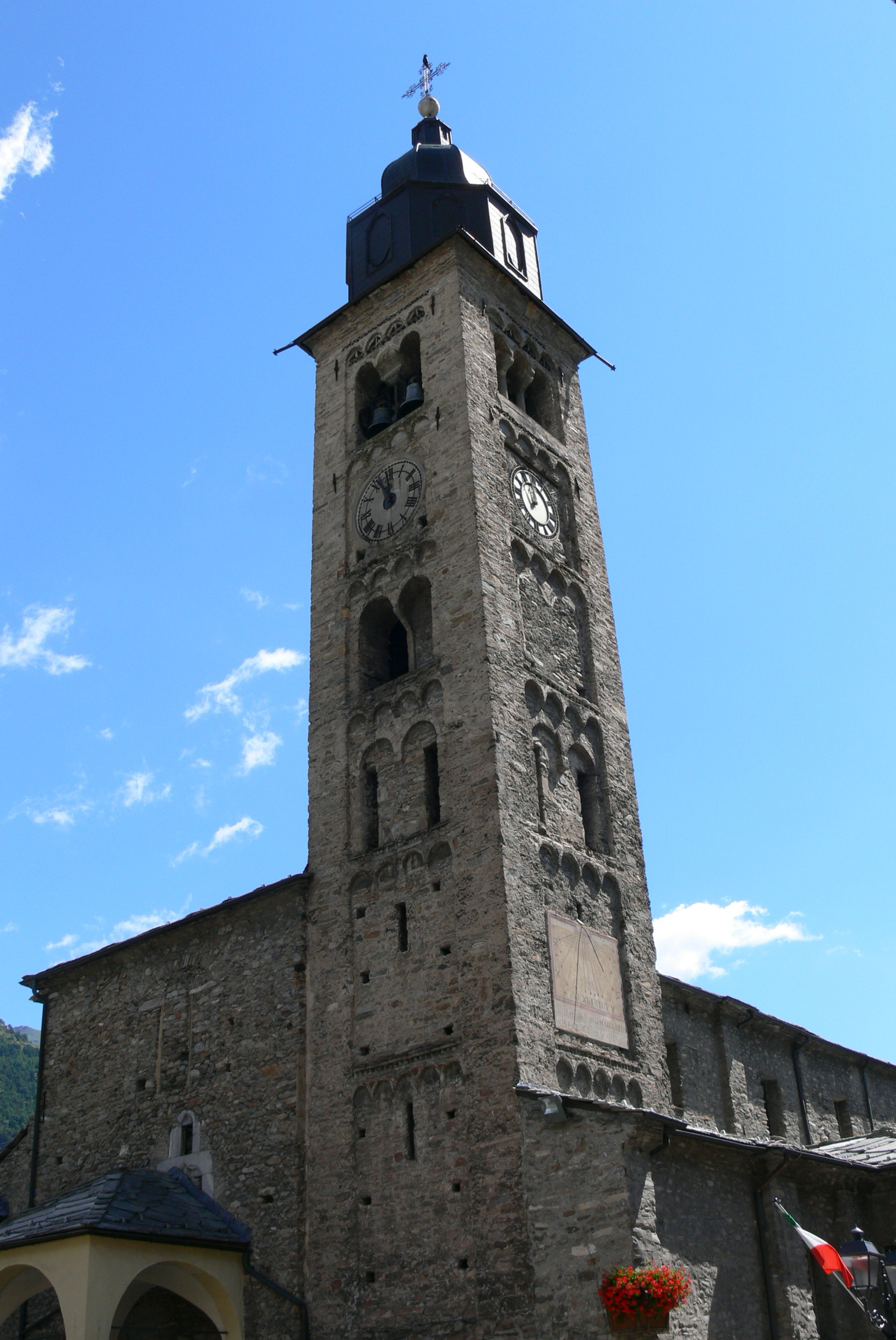
Morgex, campanile della parrocchiale

- Chiese che conservano strutture romaniche
  - Aosta, cattedrale
  - Aosta, collegiata di Sant'Orso
  - Saint-Pierre, priorato di Saint-Jacquême
  - Arnad, parrocchiale di San Martino
  - Gressan, chiesa di Sainte-Marie-Magdeleine de Villa
  - Gressan, chiesa di Saint-Jean de Chevrot
  - Issogne, chiesa di San Solutore a Fleuran
  - Morgex, parrocchiale di Santa Maria
  - Pollein, parrocchiale di San Giorgio
  - Saint-Vincent, parrocchiale di San Vincenzo
  - Sarre, parrocchiale di San Maurizio
  - Villeneuve, antica parrocchiale di Santa Maria (o chiesa di San Rocco)
- Cappelle castrali
  - Brusson, cappella del castello di Graines
  - Saint Denis, cappella del Castello di Cly
  - Villeneuve, cappella di Châtel-Argent
- Campanili romanici
  - Aosta, cattedrale
  - Aosta, collegiata di Sant'Orso
  - Saint-Pierre, ex priorato di Saint-Jacquême
  - Aosta, ex priorato di Saint-Bénin
  - Arvier, parrocchiale di San Sulpizio
  - Bard, parrocchiale di Santa Maria Assunta
  - Chambave, parrocchiale di San Lorenzo
  - Châtillon, parrocchiale di San Piero (con sopraelevazione nella seconda metà del XVII secolo)
  - Courmayeur, parrocchiale di San Pantaleone
  - Gressan, chiesa di Sainte-Marie-Magdeleine de Villa
  - La Salle, parrocchiale di San Cassiano
  - Morgex, parrocchiale di Santa Maria
  - Perloz, parrocchiale di San Salvatore
  - Pollein, parrocchiale di San Giorgio
  - Roisan, parrocchiale di San Vittore
  - Saint-Christophe, parrocchiale di Saint-Christophe
  - Sarre, parrocchiale di San Maurizio
  - Saint-Vincent, parrocchiale di San Vincenzo
  - Verrès, collegiata di Saint-Gilles
  - Villeneuve, antica parrocchiale di Santa Maria (o chiesa di San Rocco)